# تاریخچه حرم امام رضا
تاریخچه حرم امام رضا شامل اتفاقات رخ داده در بازه زمانی دوران صفویه تا اکنون برای حرم امام رضا است. در این مقاله به تاریخچه صحن‌ها، ایوان‌ها، رواق‌ها، مسجدها، بست‌ها، مراکز وابسته به حرم، مقبره‌ها و وقایع مربوط به حرم پرداخته شده‌است.

## مقدمه

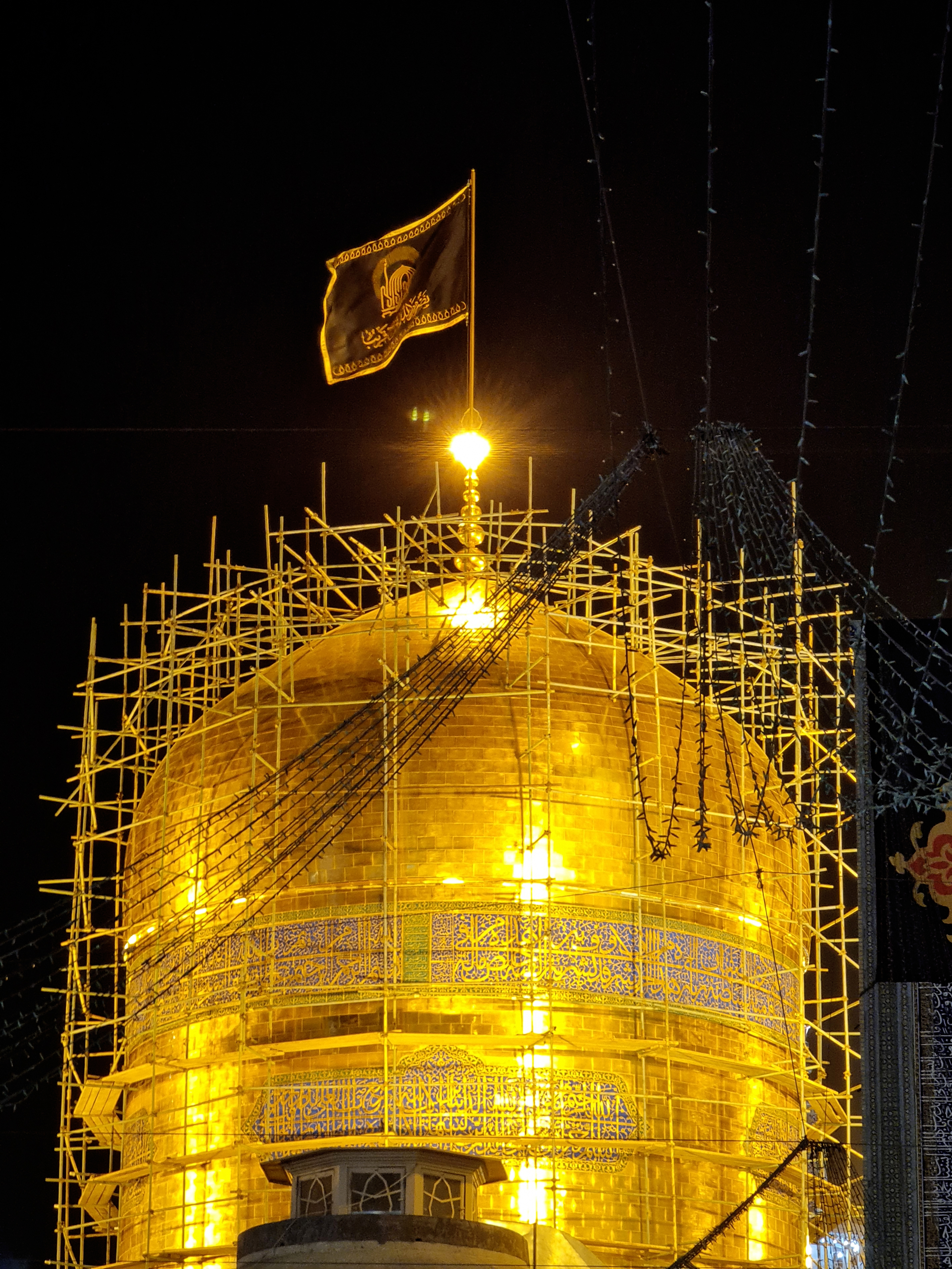
تعمیرات گنبد در حرم ۲۰۲۱ میلادی

حرم امام رضا مرقد ابوالحسن علی الرضا بن موسی بن جعفر صادق بن محمد بن علی بن الحسین بن علی بن ابی طالب، هشتمین امام شیعیان است.
با تأسیس سلسلهٔ صفوی، تشیع مذهب رسمی ایران اعلام شد. در اجرای این منظور، شاهان صفوی با گسترش فرهنگ وقف و ایجاد موقوفات، مکان‌های مقدس را در جایگاه مکانی برای مردمان شیعه توسعه دادند. حرم امام رضا در مشهد، تنها آرامگاه از امامان شیعه در ایران، مهم‌ترین آستانهٔ مذهبی بود و در توجه صفویان قرار گرفت. شاهان صفوی به شیوه‌های مختلف شامل اختصاص بودجه‌های دولتی، وقف و اعطاء زیورالات و صدقات به گسترش آن اهتمام ورزیدند. از نتایج مهم عملکرد آنان، افزایش موقوفات حرم امام رضا بود که در راستای ایجاد مرکزی برای اشاعهٔ فرهنگ شیعه، رونق و تداوم آن ادامه داشت.
مشهد واژه مختصر شدهٔ مشهدالرضا و به معنی محل و مکان شهادت علی بن موسی الرضا است. در آغاز قرن سوم در قسمتی از قدیمی‌ترین بخش مشهد کنونی، در قریه ای به نام سناباد واقع در حاشیه نوغان از ولایت توس، کاخ حمید بن قحطبه «والی سابق خراسان» در وسط باغی بزرگ و سرسبز واقع شده بود که در آن زمان به دلیل وجود مدفن هارون الرشید، خلیفه عباسی، به بقعه هارونیه شهرت داشت. در سال ۲۰۳قمری، پیکر علی بن موسی الرضا در همان بقعه به خاک سپرده شد و این مکان مشهدالرضا نام گرفت.

## تاریخچه گنبد
گنبد و گلدسته حرم علی بن موسی الرضا، یک سازهٔ چهارطاقی است که ضریح را در خود جای داده‌ است. شاه تهماسب یکم، دومین پادشاه صفوی برای اولین بار این گنبد را طلاکاری نمود. تالار مرکزی حرم امام رضا شامل یک سازهٔ چهارطاقی است که با گنبد، ضریح وی را در خود جای داده‌است. این تالار مرکزی، از شمال به رواق دارالفیض، از غرب به مسجد بالاسر، از شرق به گنبد حاتم‌خانی و از جنوب به رواق دارالحفاظ راه دارد.
از این منطقه و بنا تا پیش از دوره سامانیان اطلاعاتی در دست نیست و گمانه زنی می‌شود که پیش از اسلام در این منطقه، آتشکده‌ای وجود داشته‌است که گنبدی بر فراز آن بوده‌است. پیش از دفن علی بن موسی الرّضا در سناباد، نام این منطقه «قُبّهٔ هارونی» بوده‌است. مشهور است که مأمون بر قبر پدرش، گنبدی را ساخته بود. اکنون نیز دیوار چینی قدیمی حرم، که بنای آن منسوب به مأمون است، وجود دارد و بنای فعلی بر روی همان ساخته شده‌است. گنبد طلایی حرم امام رضا در صحن بیرونی آن قرار داشته و دارای دو پوشش است. پوشش ابتدایی آن، گنبدخانه حرم است که به آن قبه گفته می‌شود و پوشش دوم که بالای پوشش اول قرار دارد، گنبد نام گرفته‌است. در ابتدا به دستور سلطان سنجر سلجوقی و با یاری وزیر او، شرف‌الدین قمی با آجرهای زرد رنگ ساخته و با کاشی آذین شد. بعد از آن، شاه تهماسب صفوی در سال ۹۳۲ ه‍.ق) بدون تغییر در اصل سازه، آن را با خشت‌هایی از جنس طلا ساخت.
سلجوقیان در قرن‌های ششم و هفتم تعمیرات و خدمات زیادی در آنچه امروز روضهٔ منوره نامیده می‌شود انجام دادند. ترکان زمرد ملک، دختر خواهرزادهٔ سلطان سنجر، در سدهٔ ششم ه‍.ق ازارهٔ گنبدخانهٔ حرم را با کاشی‌های ممتاز زرین‌فام — که به کاشی سنجری معروف است — مزین کرد. در همین دوران‌ها، شرف الدین ابوطاهر بن سعد بن علی قمی پس از مرمت بنا، گنبدی را نیز بر آن ساخت. بنابر گزارشی که ابن بطوطه در سال ۷۳۴ ه‍. ق، پس از یک سده از واقعه هجوم مغول به حرم امام رضا گزارشگر آن است؛ حرم امام رضا عمارتی زیبا با کاشی‌کاری‌ها و ضریح نقره‌ای تصویر شده‌است و اثری از خرابی وجود ندارد. این احتمال داده شده‌است که این عمارت به تصویر کشیده شده، از ساخته‌های سلطان محمد خدابنده بوده باشد. همچنین گنبد حرم نیز از ساخته‌های اوست. بر همین اساس گنبد حال حاضر را مربوط به این دوره دانسته‌اند. ابنیه این دوره را مسجد بالاسر، یک مدرسه و چند بنای کوچک متصل به ضلع شمالی حرم دانسته‌اند.
گنبد طلاکاری شده در عصر سلطان محمد و مناره‌های طلاکاری شده در روزگار غزنویان، در دوران شاه طهماسب اول به مرمت نیاز داشتند و به دستور شاه مرمت صورت پذیرفت. بعد از ساخت نمای طلایی گنبد به‌دست شاه تهماسب یکم، این سازه توسط دو نفر از جانشینان او یعنی شاه عباس یکم و شاه سلیمان یکم تعمیر شده و کتیبههایی به آن افزوده شد. علاوه بر این‌ها، دو مرتبه دیگر درسال‌های ۱۲۹۰ و ۱۳۵۹ خورشیدی، تعمیر و مرمت شد. در اثر یورش عبدالمؤمن خان ازبک در سال ۹۷۷ ه‍. ق، طلاکوبی‌ها و زیورآلات گنبد و گلدسته‌های حرم تخریب شده و به تاراج رفتند که در بین سال‌های ۱۰۱۰–۱۰۱۶ ه‍.ق توسط شاه عباس صفوی بازسازی شدند. در سال ۱۰۸۴ ه‍.ق و در زمان شاه سلیمان، در پی زمین‌لرزه‌ای، گنبد حرم آسیب دید و شماری از خشت‌های طلایی آن کنده شد. پس از این واقعه و به فرمان شاه، گنبد بازسازی گردید و کتیبه‌ای بر آن افزوده شد که این رخداد را حکایت می‌نماید. این کتیبه اکنون به صورت چهار ترنج در اطراف گنبد دیده می‌شود. شاه‌سلیمان گنبد مطهر را، که بر اثر زلزلهٔ ۱۰۸۴ق/ ۱۶۷۳م شکاف برداشته بود، به‌تصریح کتیبه‌ای که بر آن نصب شده‌است، مرمت کرد. در سال ۱۳۳۰ ه‍.ق گنبد توسط روس‌ها به توپ بسته شد که اکنون هم از درون گنبد جای اصابت گلوله‌ها قابل رویت است؛ پس از آن نیرالدوله والی خراسان به تعمیر این خرابی‌ها پرداخت. در سال ۱۳۵۹ آخرین طلاکاری گنبد به پایان رسید. در میانهٔ کتیبهٔ دورادور گنبد، بر لوحه‌ای، سال طلاکاری و تعمیر گنبد سال ۱۴۰۰ ه‍.ق گزارش شده‌است. در سال ۱۳۵۳ خورشیدی خشت‌های طلایی گنبد را — که شفافیت خود را از دست داده‌بود — برداشتند و پس از رنگ‌آمیزی مجدد با آب طلا، در جای خود قرار دادند. در دوره جمهوری اسلامی، طلای گنبد که بر اثر زمان ساییده شده بودند، با طلای جدید جایگزین شدند و گزارش این تعویض در لوحه‌ای نوشته و بر گنبد نصب شد. در سال ۱۳۵۹ فضای داخلی بنای حرم توسعه یافت و ایستایی گنبد افزایش پیدا کرد و درهای ورودی به بنای حرم در سمت پیش‌رو و پایین پای مدفن، گشایش یافت.
گنبد حرم دو پوسته‌ای است. پوستهٔ درونی (آهیانه) که از درون حرم دیده می‌شود، قدیمی‌ترین پوسته است و به‌روایتی پیش از خاکسپاری امام رضا موجود بوده و در اواخر سدهٔ نهم بر روی آن پوستهٔ بیرونی (خود) که گنبد طلایی کنونی است را ساختند. ارتفاع آن تا زیر نقطهٔ مرکزی حدود ۱۹ متر و تا بالای طوق گنبد ۳۱ متر است. گنبد دارای دو پوشش است که در بالای ضریح قرار دارند: پوشش اول گنبد، گنبدخانهٔ حرم است که از طاقی تاژ و مقرنس‌کاری شده تشکیل شده و به آن قبّه می‌گویند و پوشش دوم بر فراز آن است که به آن گنبد گفته می‌شود. اختلاف این دو پوشش، فضایی خالی به ارتفاع ۱۳ متر است. سنگینی گنبد بر دیوارهای تالار است که ضخامت آن حدود ۲٫۹ متر است. ارتفاع قبه از کف حرم ۱۸٫۸۰ متر و تا انتهای گنبد (راس گنبد) حدود ۳۱٫۲۰ متر است. محیط دور گنبد از سطح خارجی آن ۴۲٫۱۰ متر و ارتفاع آن تا نیزه گنبد برابر ۱۶٫۴۰ متر و ارتفاع سر طوق گنبد ۳٫۵ متر است. از ابتدای گنبد تا شروع انحنای گنبد ۴٫۷۹ متر است. گنبد ابتدا با آجرهای زردرنگ ایرانی ساخته شده بود و پس از آن با کاشی تزیین یافت. در سال ۹۳۲ ه‍. ق، شاه طهماسب صفوی بدون آن که در اصل بنای گنبد تغییراتی ایجاد کند، برای نخستین بار گنبد را با خشت‌های طلا آراست. او نخست کاشی‌های گنبد را برچید و پس از آن روی گنبد را ورقه‌های مسی که رویه طلا داشت زراندود کرد و همچنین گلدستهٔ کنار گنبد را نیز به طلا آراسته نمود. از ویژگی‌های این گنبد، دو پوسته بودن آن است که هر پوسته در زمان مختلفی ساخته شده‌است و این موضوع آن را از گنبدهای دو پوسته متمایز کرده‌است.

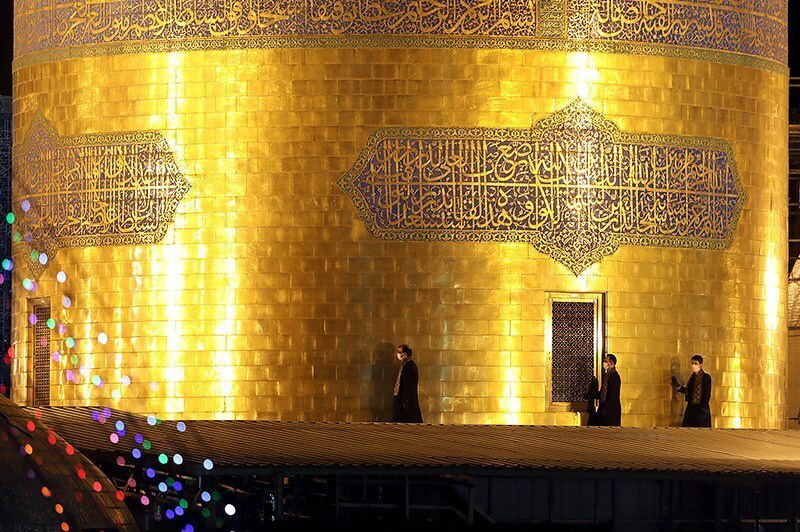
نمایی از دو نوع کتیبه بر گنبد حرم امام رضا (یکی کتیبه گرداگردی و دیگری چهار کتیبه ترنج شکل)

بر گنبد حرم امام رضا، کتیبه‌های مختلفی نقش بسته‌است. یک کتیبه که بر گرداگرد حرم نقش بسته است، به دستور شاه عباس و پس از مرمت حرم و گنبد بر روی آن نصب شده‌است. این کتیبه با خط ثلث و زمینه‌ای لاجوردی است. متن این کتیبه عبارت است از:
بسم الله الرّحمَن الرحیم مِن عطائم توفیقاتِ الله سبحاَنُه أن وفّقَ السلطان الاعظمَ مولی ملوکِ العربِ و العجم صاحبَ النسبِ الطاهرِ النَّبوی و الحَسَبِ الباعر العلویِّ، ترابَ اقدامِ خدّامِ هذه العَتَبِة المطَّهرةِ الّلاهوتِیة غبارِ نِعال زُوارِ هذه الرَّوضَة المنوَّرةِ الملکوتیةََ، مروَّجَ آثارِ اجدادِهِ المعصومین، السلطانُ ابنُ السلطانِ ابنِ السلطان ، ابوالمظفَّرِ شاع عباسُ الحسینی الموسوی الصفوی بهادُرخان فاستُسعِدَ بالمَجیءِ ماشیاً علی قدَمَیهِ من دارالسلطنهِ اصفهانَ إلی زیارةِ هذا الحَرِم الاشرفِ و قد تشرّفَ بتزیین هذا القِبةَ من خالصِ مالهِ فی 1020 سنةِ ألفٍ و عشًر و تمَّ فی سنة ألفٍ و ستَّ عشرةً 1016.
ترجمه:

به نام خداوند بخشنده مهربان از بزرگترین توفیقات خداوند این بود که سلطان اعظم و مولایِ پادشاهان عرب و عجم و دارنده نسب پاک نبوی و افتخار درخشان علوی، خاک پای خادمان این روضه نورانی ملکوتی و رواج دهنده اثار پدران معصومش یعنی سلطان فرزند سلطان شاه عباس موسوی صفوی بهادرخان افتخار یافت که با پای پیاده از پایتخت اصفهان به زیارت این حرم شریف بیاید و از خالص ترین اموالش این گنبد را به طلا اذین کند که در سال 1010 هجری قمری اغاز شد و در 1016 به پایان رسید.
کتیبه دیگر گنبد، چهار کتیبه ترنج شکل است که به کتیبه چهارگانه مشهور است. این کتیبه پس از زلزله سال ۱۰۴۸ و بازسازی گنبد بر روی آن نصب شده است. این متن را محمدرضا امامی اصفهانی خطاطی کرده‌است. متنی که در این ترنج نوشته شده است عبارت است از:
بسم الله الرحمن الرحیم من مَیامِنَ مِنَنِ الله سبحانُهَ الَّذی زیَّنَ السَّماءَ الدّنیا بزینةِ الکواکبِ و رصَّعِ هذهِ القُبابَ العُلی بدُررِ الثَّواقِب الدُراری أنِ استَسَعد السلطانَ الاَعدَلَ الاعَظمَ و الخاقانَ الاضخمَ الاَکرَمَ أشرَفَ ملوکِ الارض حَسَباً و نسبت و أکرمَهُم خلقاً و ادباً مروج مذَهب أجدادِهِ الائمةِ المعصومین مُحیی مراسم آبائِهِ الطیبینَ الطاهرین السلطانُ ابن السلطان شاه سلیمان الموسوی الصفوی بهادرخان بتذهیبِ هذهِ القبَّةِ العِدسیَِّةِ الملَکوتیةِ و تزیینها و تَشرَّفَ بتتجدیدِها و تحسینِها اذ تطرَّق الانکسارُ و سَقَطَتِ بنیانُها الذَّهبیةِ الَّتی کانت تشرَّقَ کالشَّمس فی رابعة النَّهار بسبب حدوثِ الزّلزلةِ العظیمهِ فی هذه البَلدَةِ الکریمهِ الطیبهِ بسنَةِ أرَبعَ و ثمانینَ و ألفٍ و کان هذه التَّجدیدُ الجدیدُ بسنةِ ستَّ و ثمانینَ و ألفٍ.
ترجمه:

خداوند سبحان آسمان دنیا را با ستارگان زینت بخشید و گنبد گیتی را با انوار فروزان آن آرایش داد. از منت های خداوند این بود که سلطان اعظم و خاقان اکرم که از نظر حسب و نسب از اشرف پادشاهان روی زمین و از جهت اخلاق و ادب از گرامی ترین آنها می باشد. او مروج مذهب اجداد طاهرین و زنده کننده ی آثار پدران معصوم خود می باشد، شاه سلیمان صفوی موسوی این گنبد ملکوتی را که در اثر زلزله آسیب دیده بود مرمت کرد، و خرابی های آن را تجدید بنا نمود و اکنون گنبد مطهر مانند آفتاب تابان نورافشانی می کند و این عمل در سال یک هزار و هشتاد انجام یافت.
آخرین کتیبه گنبد حرم امام رضا به تاریخ آذر ۱۳۵۹ خورشیدی بر روی آن نصب شده‌است. این کتیبه پس از بتن‌کاری روی گنبد و افزود شدن قطر گنبد، فضا یافت تا افزوده شود.

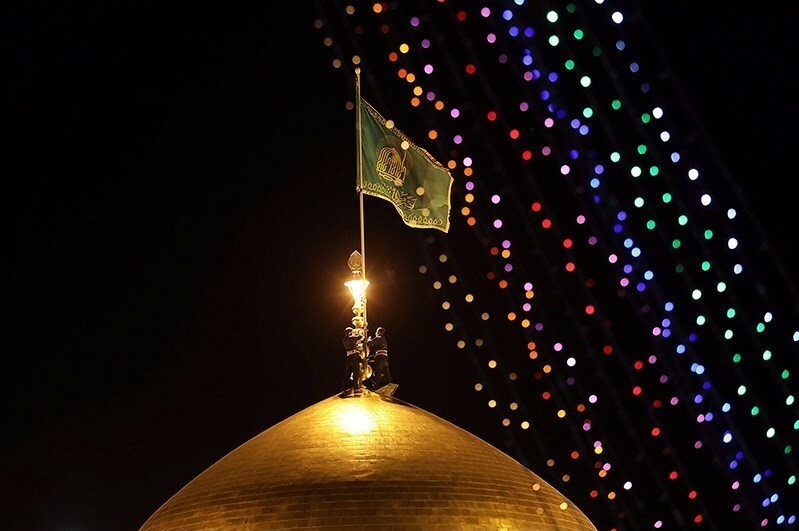
مراسم تعویض پرچم گنبد حرم امام رضا در سال ۲۰۲۰ میلادی

تاریخچه استفاده از پرچم برای حرم به درستی مشخص نیست؛ اما منابع از وجود علم و پرچمی در آستان قدس رضوی یاد کرده‌اند که مربوط به دوره تیموری بوده‌است و به هنگام استقبال از پادشاهان یا تسلیم شهر به مهاجمان، برافراشته می‌شد. در نسخ خطیی مربوط به قرن دهم هجری، نشان یا پرچم آستان قدس به صورت ترنجی نقاشی شده‌است که در حاشیه آن نام چهارده معصوم در چهارده دایره نقش بسته است و در وسط آن عبارت  «مهر مشهد مقدس‌الرضا علیه افضل التحیه و الدعاء» نقش بسته است. در دوره محمدرضا شاه و به سال ۱۳۳۷ شمسی، متولیان آستان قدس قصد کردند تا نشانی خاص برای آستان قدس تهیه کنند. در اسناد مربوط به این اقدام، آمده‌است که چون رنگ سبز شعار بنی‌هاشم و امه اطهار است، رنگ سبز برای این پرچم در نظر گرفته شود و عبارات «لااله الاالله» و «محمد رسول الله» بر یک سمت و در دیگر سمت نیز عبارت «السلطان علی‌ابن موسی‌الرضا» نقش ببندند. با این وجود در عکس‌های سال‌های پایانی حکومت پهلوی، نشان تاج شاهی بر روی پرچم نصب شده بود. در دوره انقلاب اسلامی، عبارت  «لااله الا الله» به عنوان نشان آستان قدس در پرچم آورده شد و در حاشیه آن نام رضا تکرار شده‌است.
پرچم گنبد حرم امام رضا (ع) به طور رسمی در سه نوبت از سال، تعویض می‌شود. این تعویض طی مراسمی رسمی در آستان قدس صورت می‌گیرد. این سه نوبت، آغاز ماه محرم، آغاز ماه ربیع الاول و روز به دنیا آمدن علی بن موسی الرضا (ع) در روز ۱۱ ماه ذی القعده هرسال،هستند که پرچم در این روزها،تعویض می‌شود.این پرچم در ایام عزا به رنگ سیاه و در روزهای اعیاد به رنگ سبز است. در هنگام تعویض پرچم گنبد، در نقاره‌خانه نیز می‌نوازند. پس از تعویض پرچم، پرچم قدیمی به هیئات مذهبی از جانب آستان قدس اهدا می‌شود. در تعویض پرچم در روز درگذشت علی بن موسی الرضا (ع)،به مدت سه روز پرچم مشکی بر گنبد برافراشته خواهد ماند. در این مراسم، شخصیت های علمی و مذهبی حضور خواهند داشت.

## تاریخچه صحن‌ها
«صحن» در لغت به معنای «سرای، فضای باز و میدان» است. «صحن» های حرم رضوی محل تجمع زائران می‌باشد، که در مناسبت‌های مختلف، محل انجام مراسم‌های مذهبی، اقامه نماز جماعت، عزاداری و… است.

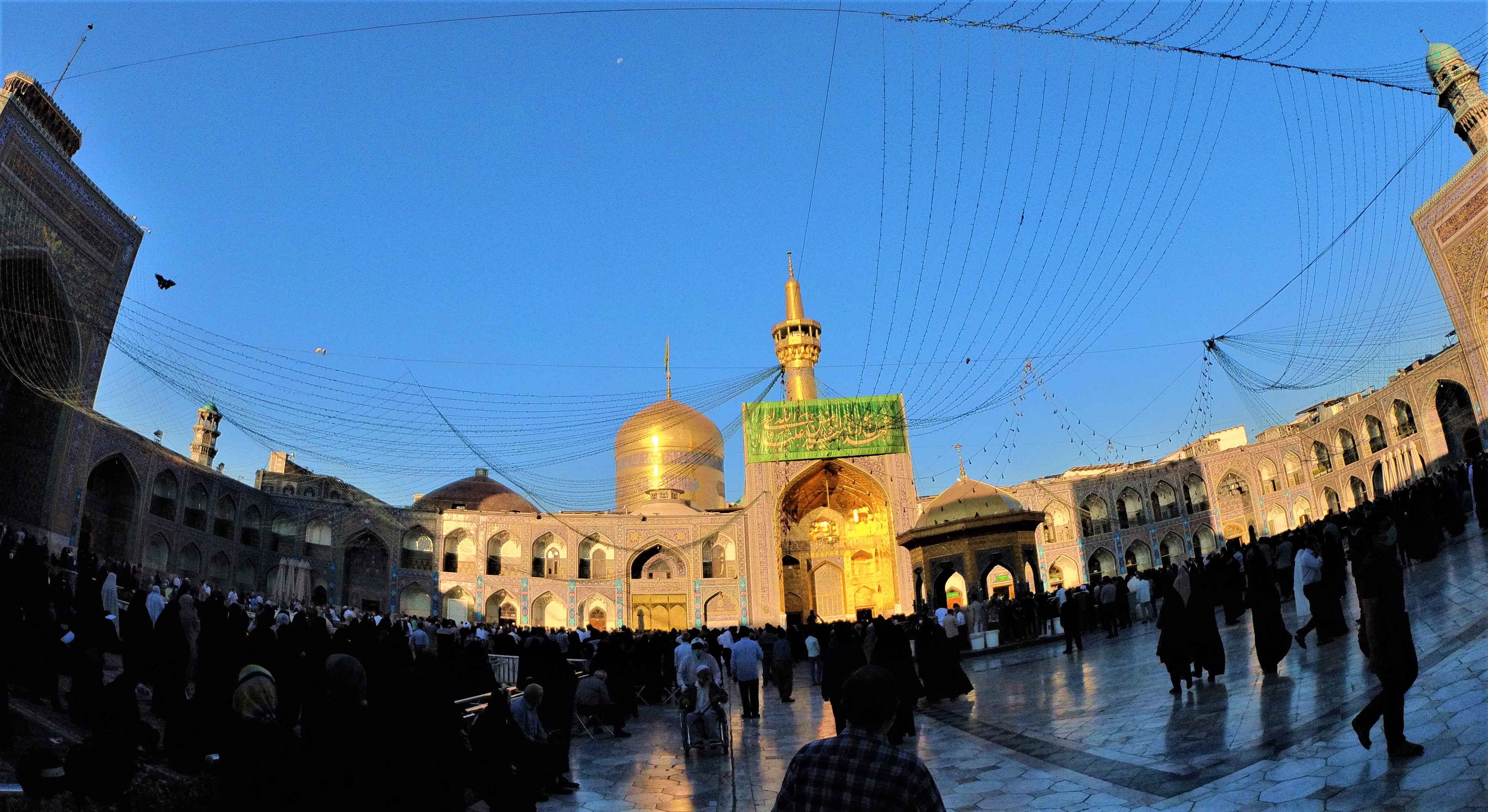
صحن انقلاب، حرم امام رضا

#### صحن انقلاب اسلامی (عتیق، کهنه)
صحن انقلاب، قدیمی‌ترین صحن حرم رضوی است که با نام‌های «عتیق» و «سقاخانه» هم شناخته می‌شود. صحن انقلاب اسلامی، در بیست و ششمین سال سلطنت شاه عباس اول ایجاد شده‌است. بعد از پیروزی انقلاب اسلامی در سال ۱۳۵۷ به صحن انقلاب مشهور شد. کلمه «عتیق» به معنی «کهنه» نشان دهنده قدمت صحن می‌باشد.

#### صحن آزادی

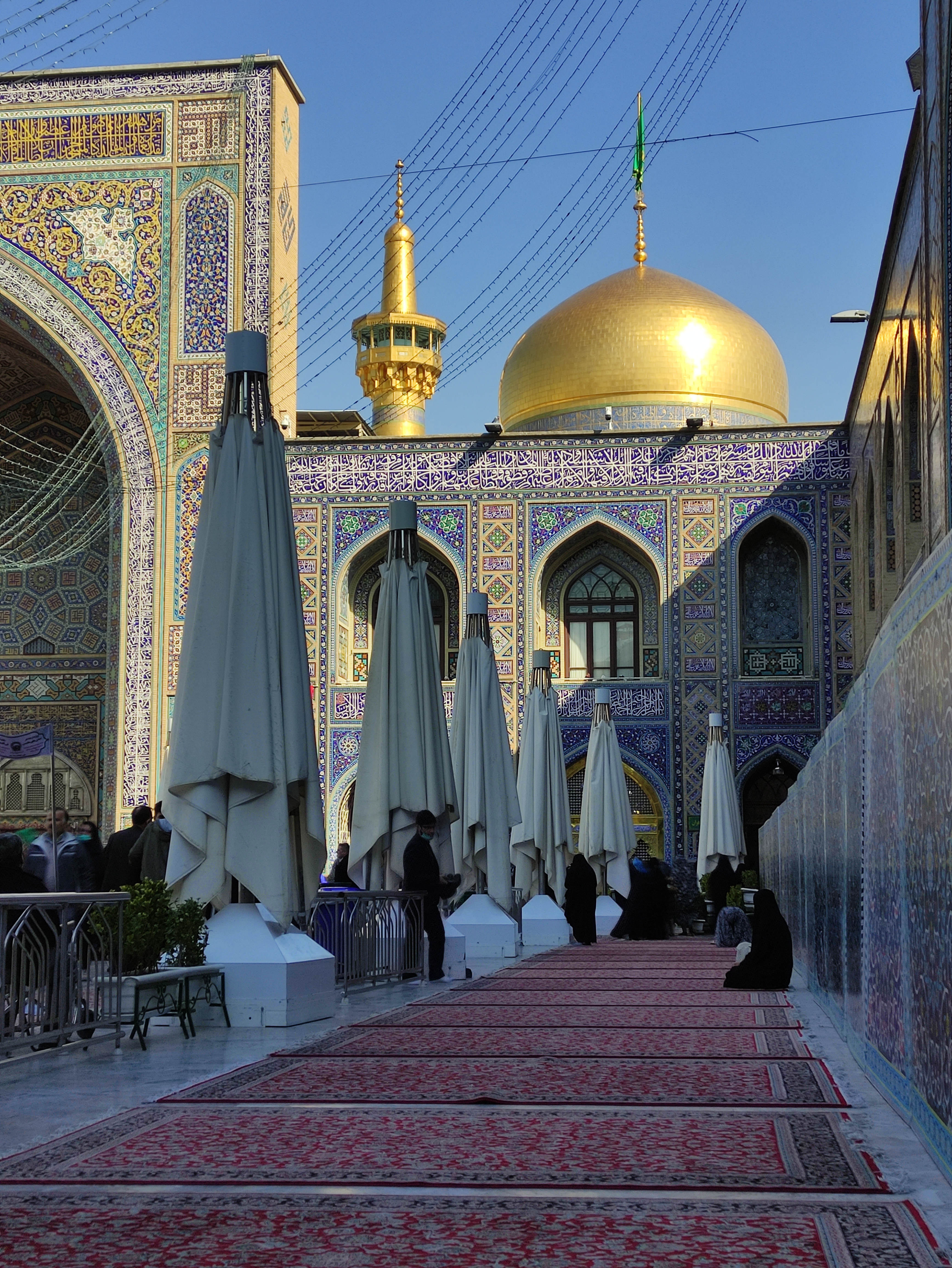
تصویری از نمای گنبد و گلدسته حرم در صحن گوهرشاد

ساخت این صحن نو که بعدها صحن آزادی نام گرفت به دستور فتحعلی‌شاه قاجار در سال ۱۲۲۳قمری و به مباشرت فرزندش علی‌نقی میرزا و با معماری حاج آقا جان (صاحب بازارچه معروف حاج آقا جان در مشهد) آغاز شد و در روزگار ناصرالدین شاه قاجار ساخت بنای آن به پایان رسید.

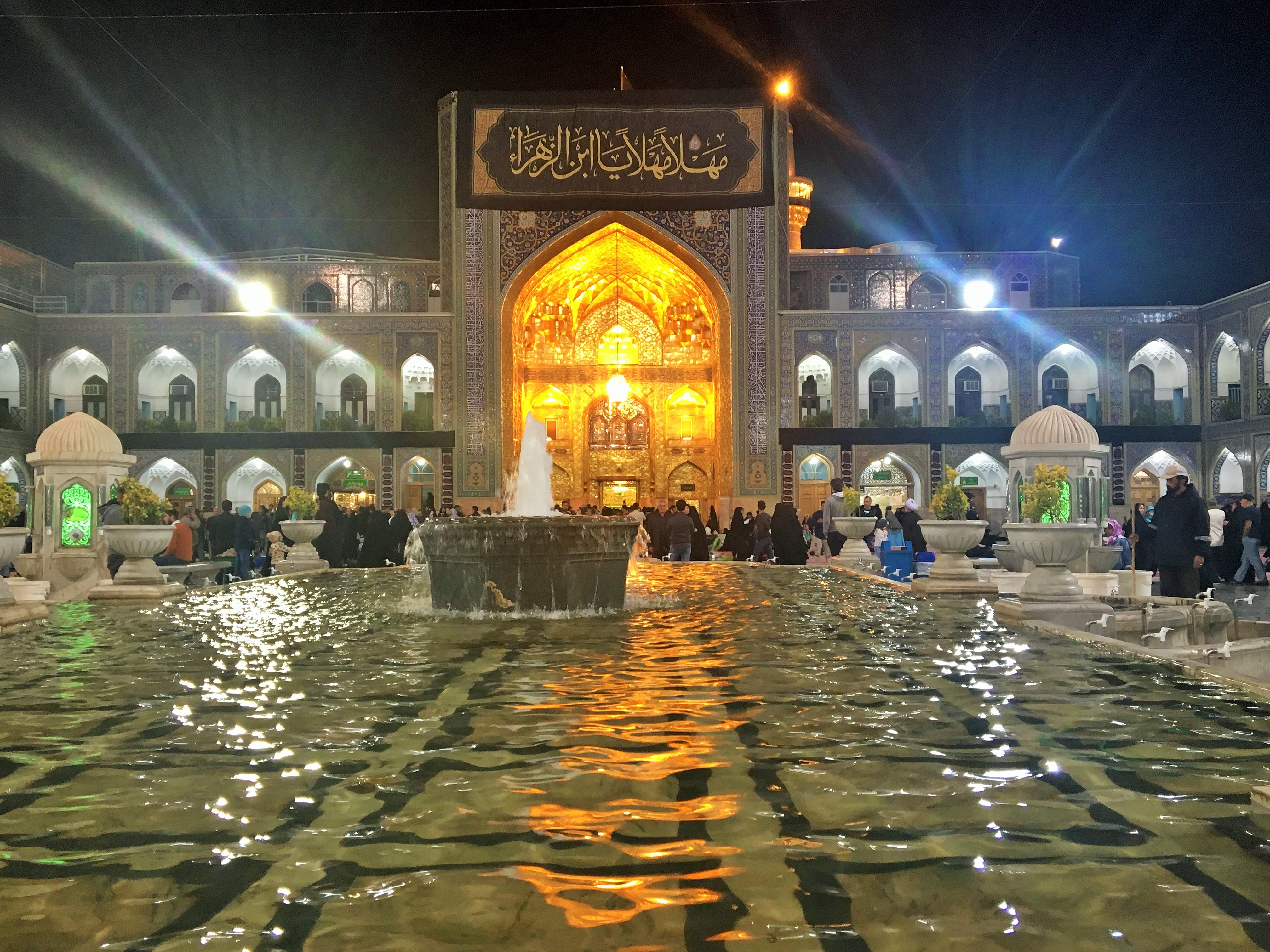
صحن آزادی، حرم امام رضا

#### صحن گوهرشاد
صحن گوهرشاد یکی از صحن‌های قدیمی حرم امام رضا است. صحن گوهر شاد از قسمت شمال به راهروی منتهی به قبر علی بن موسی الرضا و از سمت جنوب به ایوان مسجد گوهرشاد منتهی می‌شود. قسمت شرقی صحن در کنار رواق امام خمینی قرار دارد و قسمت غربی نیز در جوار بسط شیخ بهایی واقع شده‌است.

#### صحن جمهوری اسلامی
صحن جمهوری اسلامی به دلیل ازدحام رو به افزایش زائران و کمبود امکانات از سوی آستان قدس رضوی ساخته شده‌است. زیربنای این صحن با احتساب زیرزمین آن، ۱۹۰۶۵ مترمربع، مساحت فضای باز صحن حدود ۷۳۰۲ مترمربع و فضای غرفه‌های صحن حدود ۴۶۲۲ متر مربع است. در ضلع‌های این صحن نیز چهار ایوان به قرینه یکدیگر و به سبک معماری سنتی اسلامی ساخته شده‌است.

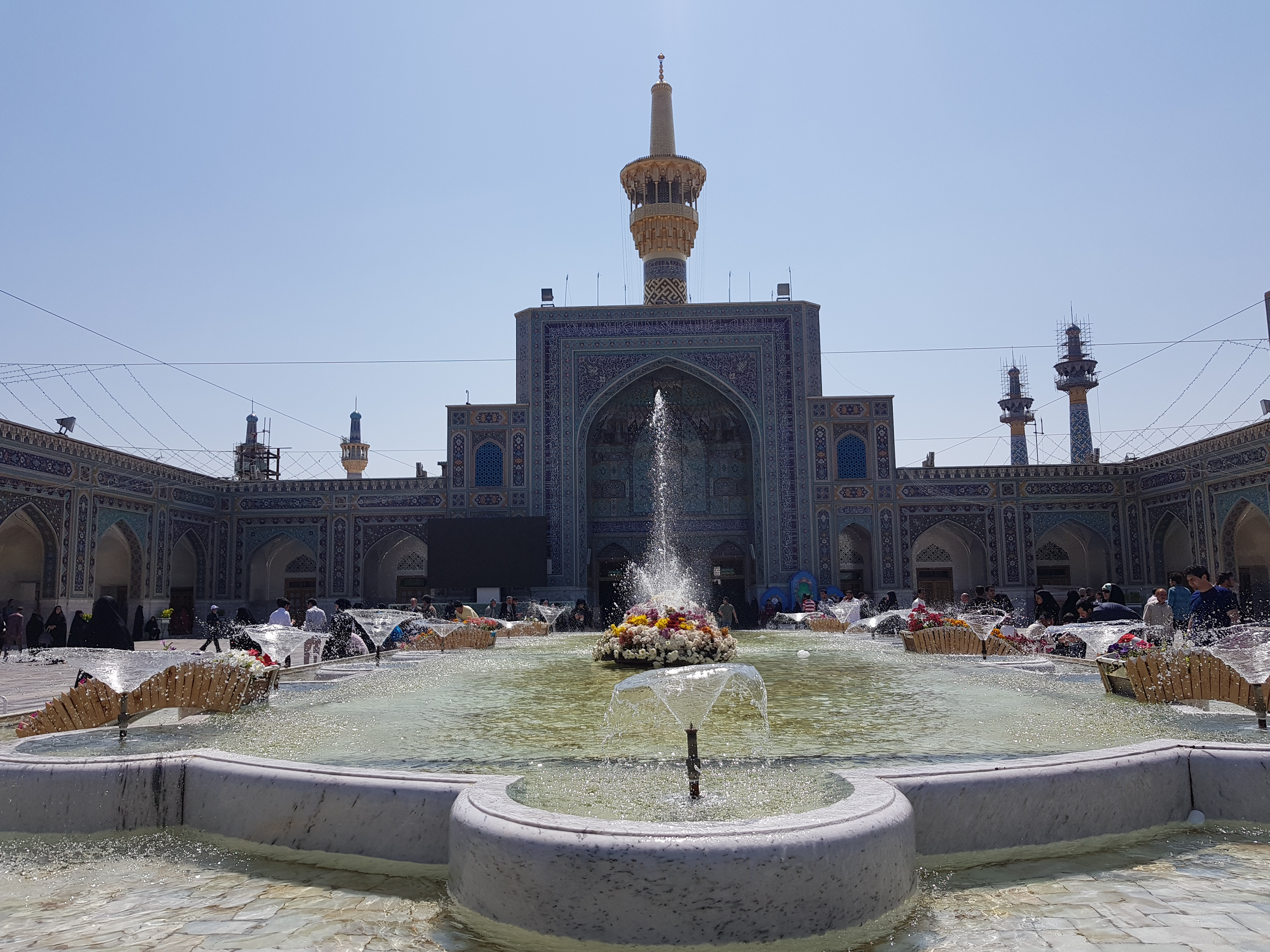
صحن جمهوری اسلامی، حرم امام رضا

### صحن امام خمینی
صحن امام خمینی در زمان نظام جمهوری اسلامی ایران ساخته شده‌است. به دلیل مجاورت این صحن با موزه آستان قدس رضوی، گاهی به صحن موزه نیز خوانده می‌شود و هم‌اکنون به رواق بزرگ امام خمینی شهرت دارد.

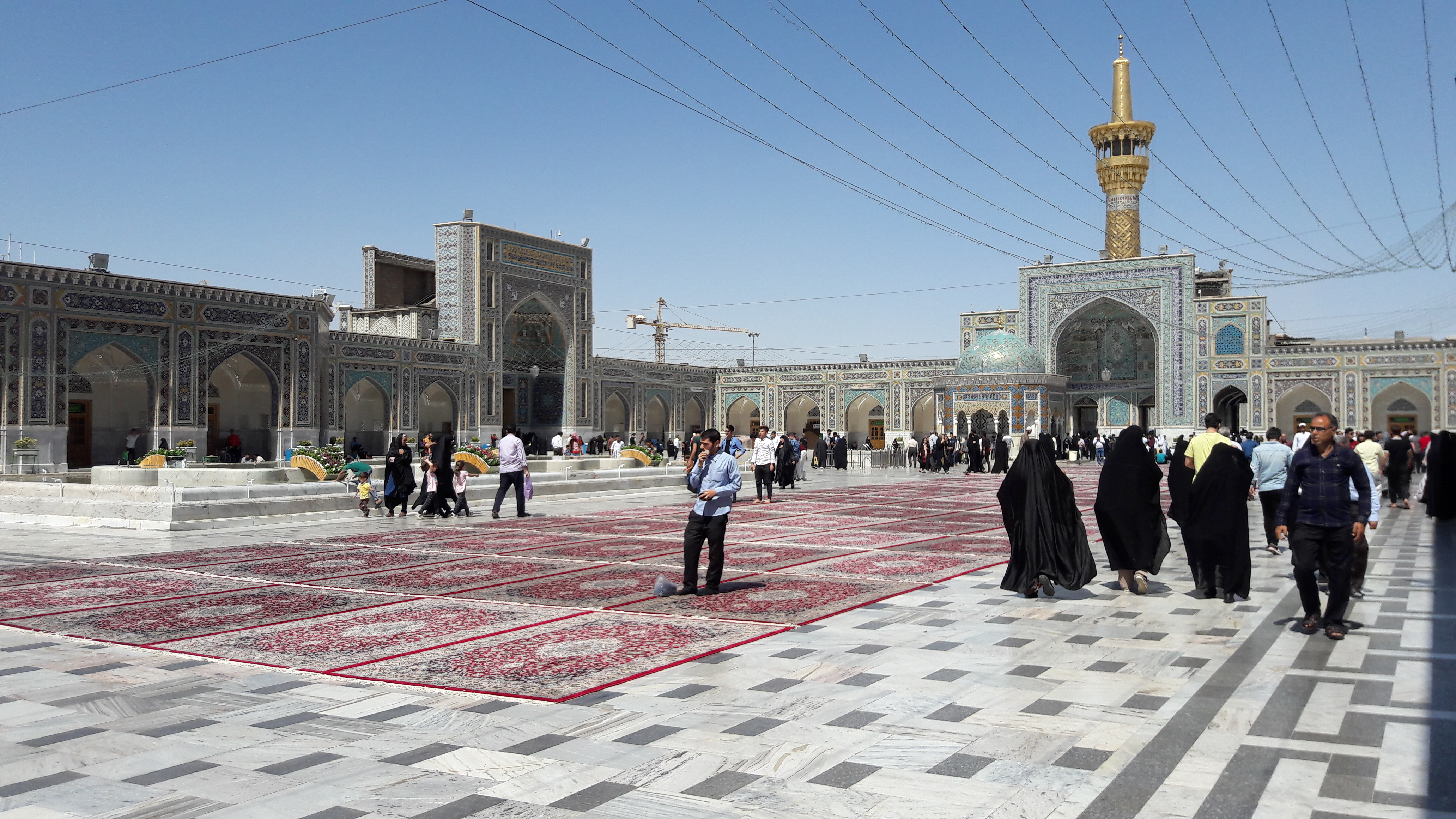
صحن قدس، حرم امام رضا

#### صحن قدس
صحن قدس بعد از انقلااب اسلامی ایران ساخته شده‌است. در دهه ۶۰ ساخت صحنی با عنوان «قدس» در دستور کار آستان قدس قرار می‌گیرد که در سال ۱۳۷۰ ساخت کالبدی آن به اتمام می‌رسد و در سال ۱۳۷۳ نیز کار کاشی کاری و تزئینات آن تمام می‌شود.

#### صحن هدایت «صحن امام حسن مجتبی»

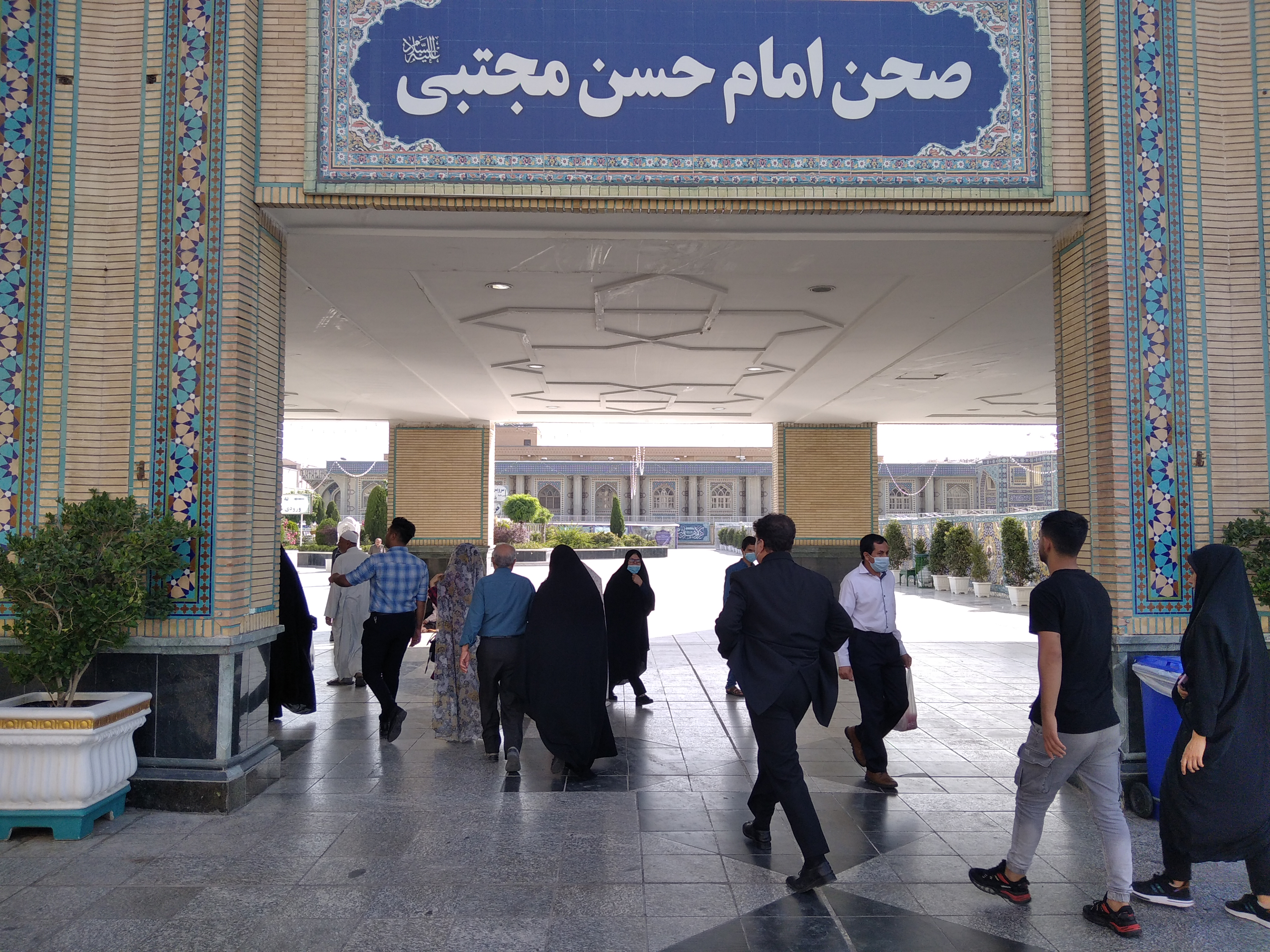
ورودی صحن امام حسن مجتبی از بست شیخ حر عاملی، حرم امام رضا، مشهد، ایران

صحن هدایت زیربنای ۱۷۹۸۰ مترمربعی دارد و در ضلع شرقی حرم رضوی واقع شده‌است. وجه تسمیه این صحن مشخص نیست. از مورخ ۲۰ اردیبهشت ۱۳۹۹ نام این صحن حرم امام رضا از صحن هدایت به صحن امام حسن مجتبی تغییر یافت. این صحن با زیربنای ۱۷هزار و ۹۸۰ متر مربع در ضلع شمال شرقی حرم امام رضا قرار دارد و از ضلع شمال شرقی به ساختمان شمارهٔ دو دانشگاه علوم اسلامی رضوی، از شرق به مجتمع اقامتی و بازارچهٔ پیر پالان‌دوز، از جنوب شرقی به مقبرهٔ پیر پالان‌دوز، از جنوب و جنوب غربی به ساختمان شمارهٔ یک دانشگاه علوم اسلامی رضوی و ساختمان مهمان سرای حضرت و از شمال و شمال غربی به بنیاد پژوهش‌های اسلامی و ورودی طبرسی محدود است. صحن امام حسن مجتبی از طریق خیابان‌های طبرسی، شهید نواب صفوی و نیز ساختمان اداری دانشگاه علوم اسلامی رضوی در دسترس است. درعین حال دو دستگاه پله برقی، ارتباط این صحن را با پارکینگ شمارهٔ سه برقرار می‌کند. هر سال همزمان با ماه رمضان سفره افطار به ظرفیت ۱۲ هزار نفر در این صحن پهن می‌شود.

#### صحن جامع پیامبر اعظم
صحن جامع پیامبر اعظم از صحن‌های حرم امام رضا است. عملیات اجرایی اسکلت صحن در سال ۱۳۷۷ همزمان با احداث زیرگذر آغاز شد. سنگفرش صحن نیز ترکیبی از سنگ‌های الوان، گرانیت و خلج است. در زیر صحن، پارکینگ حرم قرار دارد که برای راه یافتن به آن، در کف صحن دو فضای ارتباطی به پارکینگ‌ها تعبیه شده‌است. صحن جامع پیامبر اعظم دارای ۱۱۷هزار و ۵۸۴مترمربع زیربنا و ۵۵ غرفه است. این صحن در مجموع ۶ مناره و ۳ ایوان دارد.

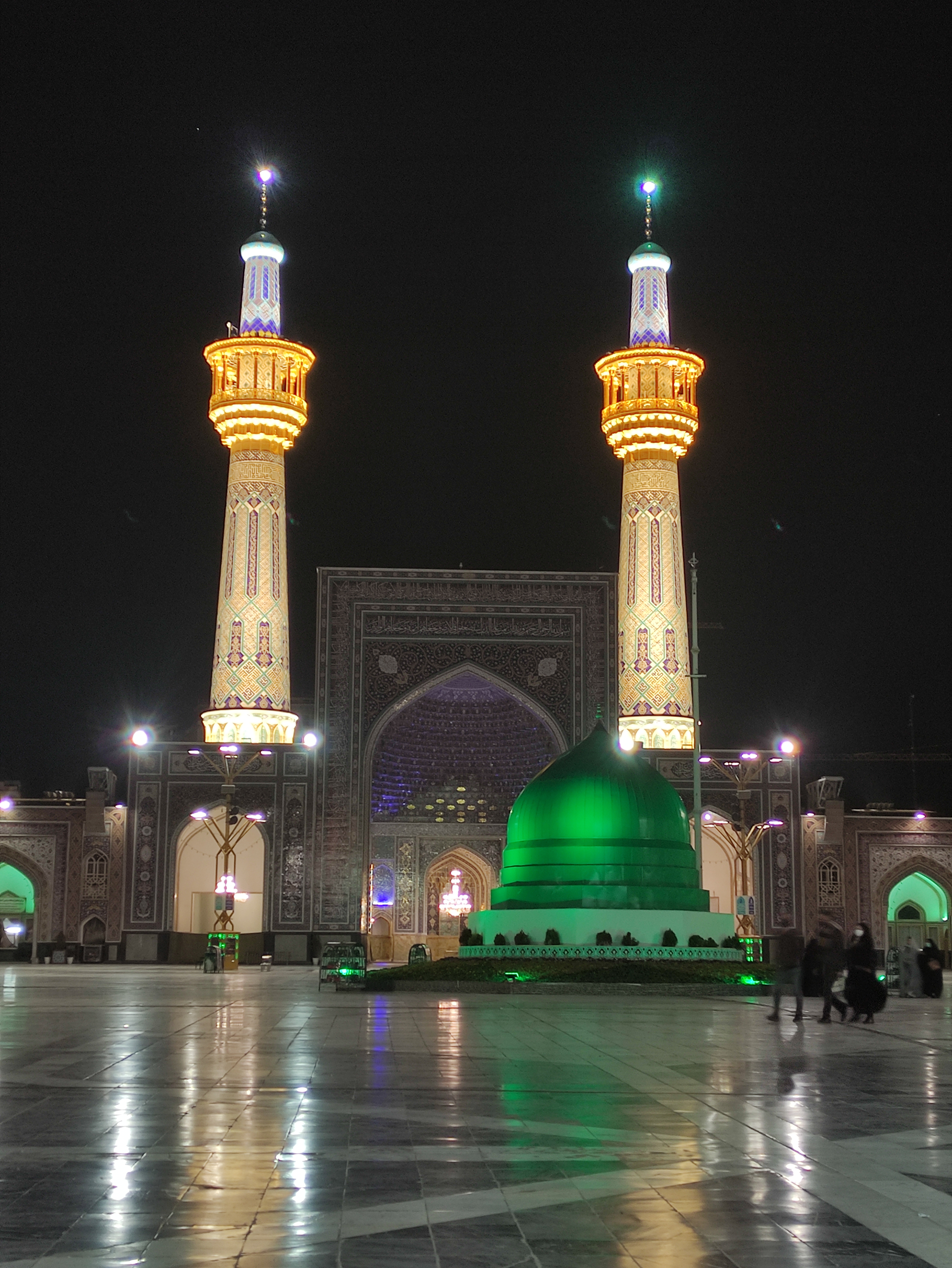
صحن پیامبر اعظم، حرم امام رضا

#### صحن کوثر
صحن کوثر زیر بنای آن ۱۵۲۶۶ متر مربع، دارای ۴۶ غرفه و مساحت غرفه‌ها ۴۹۵۸ متر مربع است. سازه اصلی این صحن، بتنی فلزی و نمای آن سنگ، آجر و کاشی معرق است.

#### صحن غدیر
صحن غدیر از صحن‌های حرم امام رضا است. در حال حاضر دو چایخانه دائمی در صحن‌های کوثر و غدیر از ساعت ۱۴:۳۰ تا ۱۹ پذیرای زائران حرم رضوی است. صحن غدیر پس از انقلاب ۱۳۵۷ ساخته شده‌است. فضای باز این صحن، در اندازه‌های تقریبی ۱۱۰ در ۸۲ متر است. صحن غدیر در جنوب غربی مجموعهٔ حرم و شمال غربی صحن پیامبر اعظم واقع است. عملیات ساخت صحن در سال ۱۳۷۷ آغاز و بهره‌برداری از آن در سال ۱۳۸۲ انجام شد. وسعت صحن با محاسبهٔ فضاهای سرپوشیده حدود ۱۲۲۶۰ مترمربع و زیربنای آن ۸۹۳۲ مترمربع است. دومین چایخانه دائمی رایگان حرم امام رضا در صحن غدیر قرار دارد. در ایام عادی روزانه بین ۸ تا ۱۰ هزار چای توزیع می‌شود که این میزان در ایام مناسبتی تا ۴۰ هزار نیز می‌رسد، در این چایخانه‌ها ۱۳۰ نفر خادم در ۸ کشیک خدمتی خدمات توزیع رایگان چای، انواع دم‌نوش و کیک (در مناسبت‌های خاص) را بر عهده‌دارند. صحن غدیر حرم امام رضا در شمال شرقی صحن پیامبر اعظم، با صحن کوثر، واقع در شمال غربی صحن پیامبر اعظم، از نظر شکل کلی همسانی دارد.

#### صحن بعثت
صحن بعثت بخش باقی مانده صحن موزه است که در اقدامات توسعه حرم امام رضا بخش عمده صحن موزه تغییر کاربری داده، مسقف شده و به رواق امام خمینی تبدیل شده‌است و در واقع باقی مانده صحن موزه هم‌اکنون صحن بعثت نام گذاری شده‌است. ایوان شمالی صحن موزه که اکنون بخشی از حیاط ورودی به رواق امام خمینی از سمت صحن آزادی (صحن بعثت) به‌شمار می‌آید، به‌شکل طاق‌نما اجرا شده و تزیینات آن شامل کتیبه و انواع نقوش هندسی و گیاهی است.

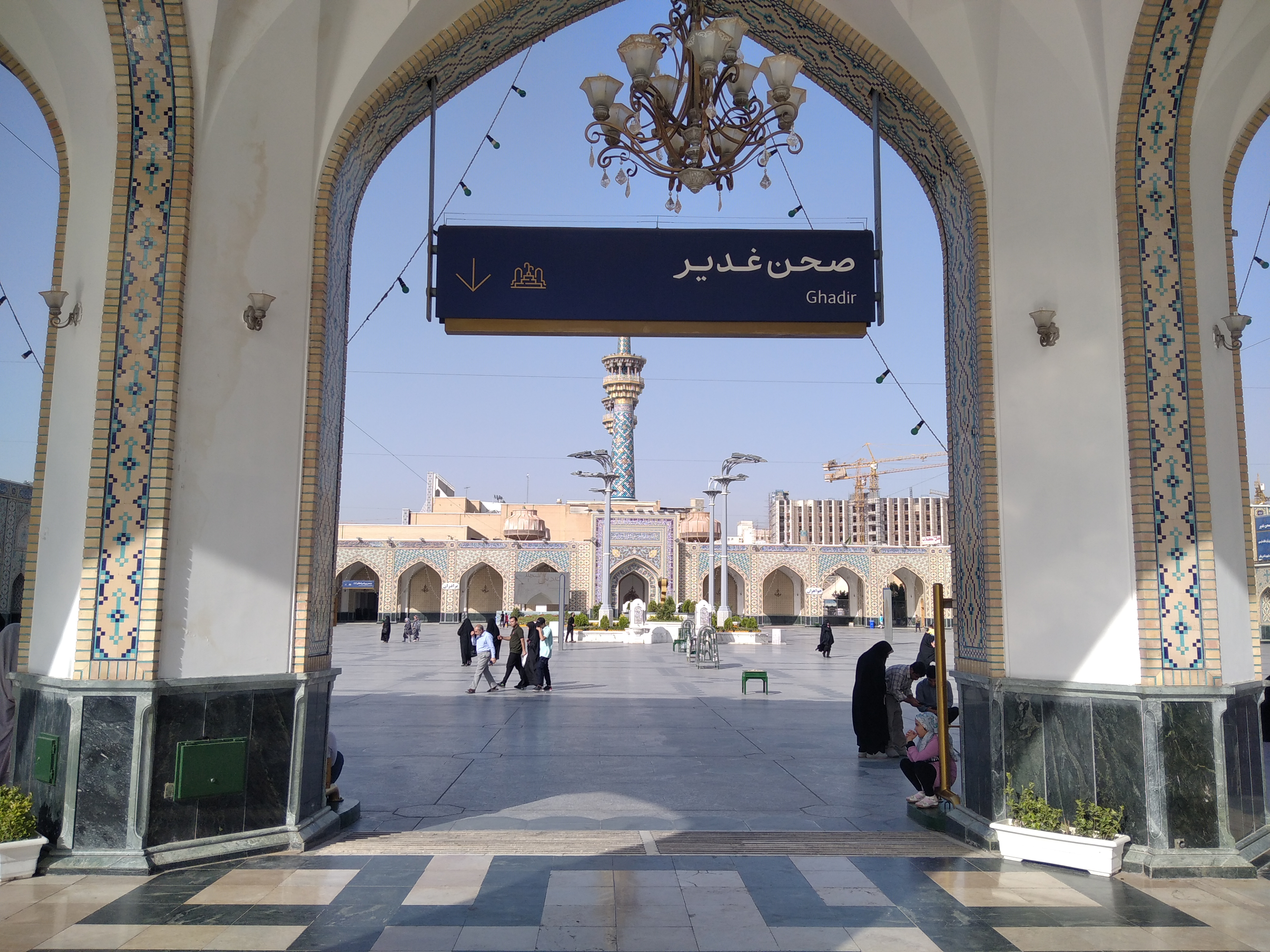
صحن غدیر، حرم امام رضا

## تاریخچه ایوان‌ها
«ایوان» در لغت به معنای «بخشی مسقف از ساختمانی که جلوی آن باز و درب و پنجره نداشته و مشرف به حیاط و فضای باز باشد» است.

### ایوان‌های صحن انقلاب

#### ایوان عباسی در ضلع شمالی صحن
این ایوان رفیع که «باب طبرسی» نامیده می‌شود، در ضلع شمالی صحن انقلاب اسلامی واقع شده و سر در خارجی آن مشرف به بست شیخ طبرسی است.

#### ایوان طلا «ایوان نادری» در ضلع جنوبی صحن
مهم‌ترین ایوان صحن انقلاب ایوان طلاست. این ایوان در ضلع جنوبی صحن انقلاب اسلامی قرار دارد و دارای ۲۱ متر ارتفاع است. و به دستور امیر علی‌شیر نوایی، وزیر سلطان حسین بایقرا در سال ۸۷۲قمری ساخته شده‌است. چون بدنه این ایوان در زمان نادرشاه و در سال ۱۱۴۸قمری با خشت‌های طلا، طلاکاری شده‌است به «ایوان نادری» نیز معروف است.

#### ایوان نقاره‌خانه در ضلع شرقی صحن
ایوان نقاره‌خانه یکی از مهم‌ترین بناهای موجود در حرم امام رضا است. این ایوان از آثار دوره شاه عباس اول صفوی است و دارای ۲۶ متر ارتفاع ۸٫۷ متر عرض و ۱۸/۲۰متر طول است و از دوره قاجار به سبب تجدید بنای نقاره‌خانه بر بالای آن به این نام معروف شد.

#### ایوان ساعت در ضلع غربی صحن
ساعت صحن انقلاب به ساعت معاون نیز معروف است. این ساعت توسط شخصی به نام مرحوم عبدالحسن معاون در سال ۱۳۳۳ از آلمان خریداری و بر سر ایوان غربی صحن انقلاب که به ایوان ساعت معروف است، نصب و ساعتی که آنجا نصب بود به صحن آزادی منتقل شد. گفته می‌شود او به‌خاطر نذری که برای شفای خود کرده بود، این ساعت را به حرم رضوی اهدا کرد.

### ایوان‌های صحن آزادی

#### ایوان ساعت در ضلع جنوبی صحن
قدیمی‌ترین ساعت موجود در حرم متعلق به دوره قاجار و ساخت کشور انگلستان است. برخی خرید آن را به امین الملک برادر میرزاعلی اصغر خان اتابک صدراعظم ایران در دوره ناصری نسبت می‌دهند و بعضی آن را متعلق به دوره مظفری می‌دانند. با توجه به سال ساخت ساعت که در پیاله زنگ ۱۳۰۹قمری حک شده، به نظر می‌رسد این ساعت در سال‌های آخر سلطنت ناصرالدین شاه ساخته‌اند و با در نظر گرفتن امکانات ارتباطی آن دوره، در زمان مظفرالدین شاه به حرم امام رضا اهدا شده‌است. این ساعت بر بالای ایوان غربی صحن انقلاب بر روی برجی فلزی از جنس حلب نصب شد و از آن پس، این ایوان به ایوان ساعت نیز مشهور شد. این ایوان با عرض ۳۰/۷ و طول ۳۰/۱۸ و ارتفاع ۲۰ متر از بناهای قدیمی حرم رضوی است.

#### ایوان باب السلام در ضلع شرقی صحن
این ایوان بیش از ۲۰ متر ارتفاع دارد و قطر آن به بیش از ۷ متر می‌رسد. در این ایوان کاشی‌های هفت‌رنگی وجود دارد که از نظر چینش و ظرافت بر دیگر ایوان‌های صحن برتری دارند.

#### ایوان طلا «ایوان ناصری» در ضلع غربی صحن
این ایوان در سال ۱۲۸۲ هجری قمری توسط عضدالملک قزوینی طلاکاری شد. این ایوان بیش از ۲۰ متر ارتفاع دارد و مسیر تشرف بانوان به درون حرم است. از آنجا که در زمان ناصرالدین‌شاه قاجار این ایوان ساخته و نصب شده‌است، به «ایوان ناصری» نیز مشهور شده‌است. در این ایوان، چهار غرفه ساخته شده که بدنهٔ آن‌ها خشت‌هایی طلایی است. کتیبه‌های این ایوان، دارای آیاتی از قرآن و اشعاری به زبان فارسی است.

### ایوان‌های صحن جمهوری اسلامی

#### ایوان باب العلم در ضلع شمالی صحن
باب‌العلم مشرف به بست شیخ طوسی است. بر فراز این ایوان گلدسته‌ای از جنس طلا و به ارتفاع ۳۰ متر وجود دارد.

#### ایوان باب الشهاده در ضلع جنوبی صحن
این سردرب و ایوان بزرگ، به قرینه ایوان شمالی، با دو گذرگاه و یک گلدسته طلا به بلندای ۳۰ متر بر فراز آن ساخته شده‌است.

#### ایوان طلا یا باب الولایه در ضلع شرقی صحن
از زیباترین ایوان‌های صحن است که به رواق دارالولایه اتصال دارد و با طلا درست شده‌است. در کنار این ایوان، پنجره‌ای از برنز نصب شده.

#### ایوان باب الغدیر در غرب صحن
این ایوان به قرینه ایوان طلا در وسط ضلع غربی صحن قرار دارد.

## ایوان‌های صحن جامع پیامبر اعظم

### ایوان ولی عصر در ضلع جنوبی صحن

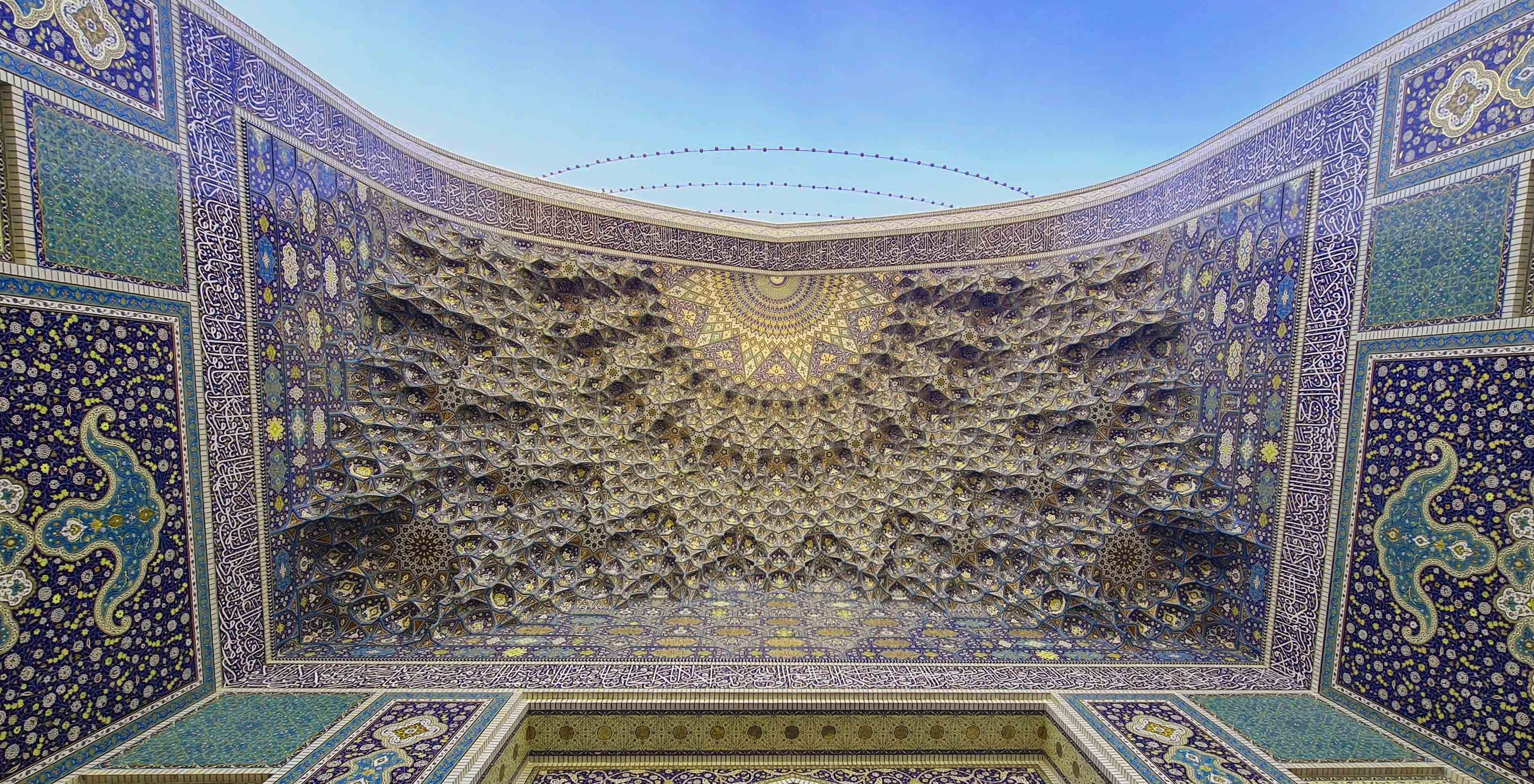
ایوان ولی عصر صحن پیامبر اعظم (ص) حرم امام رضا(ع)

صحن پیامبر اعظم(ص)، به دلیل وسعت کم‌نظیر خود، دشواری‌هایی برای اجرا و تکمیل طرح‌های معماری و آرایه‌های هنری داشت اما این سختی مانع از تلاش و پشتکار خالصانه خادمان و هنرمندان دوستدار اهل بیت(ع) نشده و تکمیل این طرح‌ها مرحله به مرحله دنبال می‌شود.
بزرگترین ایوان با مقرنس معرق با بهره گیری از معماری ایرانی در جهان میباشد .
این ایوان با 1600 متر مربع کاشی کاری معرق و مقرنس نفیس توانسته است با حفظ ارزشهای معماری گذشته ایران
و برگزيدن اساسي ترين آن ها در رعايت معيارهاي منطبق با شرايط زماني و مکاني جامعه امروزي عمل نماید.
هندسه مقرنس اجرا شده در ایوان کاملا اصولی و منظم میباشد و نقوش بکار رفته در کتیبه ها و قطعات با حفظ
قواعد و اصول بسیار منطقی و هنرمندانه نظام یافته اند و در رنگ آمیزی منحصر بفرد میباشد.
آرایه های معماری ایوان ولی عصر بین سالهای 1390 الی 1393 توسط استاد سید محمد کاظم مظلوم زاده و به کوشش مهندس حسین نوفرستی اجرا گردید که در نوع خود بسیار منحصر به فرد میباشد.
آرایه های معماری ایوان ولی عصر در سری پنجم رویداد میزان معماری در بهار 1401 شایسته دریافت پلاک طلایی و نشان کیفیت و گواهینامه گردید.

### ایوان باب الهادی در ضلع غربی صحن
به منظور هماهنگی طرح و تناسبات نقوش ایوان‌های صحن پیامبر اعظم (ص)، تصمیم گرفته شد تا طراحی و اجرای زیباسازی ایوان باب‌الهادی(ع) و باب‌الکاظم(ع) نیز به استاد سید محمد کاظم مظلوم‌زاده سپرده شود. 
تزئینات این ایوان متشکل از چند بخش اصلی است. مقرنس آن شامل 14 ردیف است که در رأس آن شمسه‌ای زیبا قرار گرفته است و در ساخت آن بیش از 300 مترمربع کاشی معرق کار شده است. در کاشی‌کاری اضلاع جانبی ایوان با مساحت حدود 250 مترمربع نیز 12 شمسه قرار گفته است. 
همچنین در این ایوان، فیل‌پوش‌های جفت دو طرف بازشوی ورودی اصلی، کتیبه‌های ایوان‌بند و ابرویی و قاب معرق در مرکز ایوان خودنمایی می‌کند و زیر آن در قاب کاشی نام ایوان، یعنی «باب‌الهادی (علیه‌السلام)» نقش بسته است. 
با توجه به تناسبات ایوان و نسبت عرض به ارتفاع، در طراحی اجزای هنری آن و با اجرای فیل‌پوش‌ها کوشش شده است تا حد ممکن شکوه و عظمت آن افزون شود و با انتخاب رنگ‌‌های خانوادۀ آبی و تعادل در ترکیب رنگی، زیبایی و وقار آن دوچندان باشد.
از دیگر ویژگی‌های این ایوان، کتیبه‌های چشم‌نواز آن است که علاوه بر خودنمایی مفاهیم بلند قرآنی با خط خوش استاد سید محمد حسینی موحد، طراحی نقوش زمینه کتیبه‌ها و کاشی‌کاری ظریف آن نیز ترکیبی روح‌انگیز از متن و رنگ در مقابل دیدگان زائران قرار داده است. 
از آنجا که این ایوان به نام حضرت هادی (ع) مزین است، در انتخاب مضامین تلاش شده مفاهیم موزون با این نام مبارک برگزیده شود. انتخاب آیاتی از سوره‌های مبارکه مائده (15 و 16) و یونس ( 6 تا 10) که بشارت مؤمنان بر هدایت الهی را وعده می‌دهد، به همین دلیل بوده است.
در قاب‌های جانبی ایوان زیر کتیبه ایوان‌بند، 12 شمسه پیش‌بینی شده است. 5 قاب در هر یک از اضلاع شرقی و شمالی ایوان قرار دارد که 10 نام از نام‌های خداوند متعال در زمینه‌ای به رنگ سفید و با خطوط اسلیمی سبز، کتابت شده است. دو شمسه طرفین ورودی هم به شش لقب شریف حضرت هادی (ع) یعنی الهادی، المتقی، المؤتمن، الناصح، النقی و الامین، متبرک شده است.

## تاریخچه رواق‌ها
«رواق» در لغت به معنای «پیش خانه و سایبان» است. و در آستان قدس به هر یک از عمارت‌های سرپوشیده «رواق» گفته می‌شود.

#### رواق‌های قبل از انقلاب اسلامی

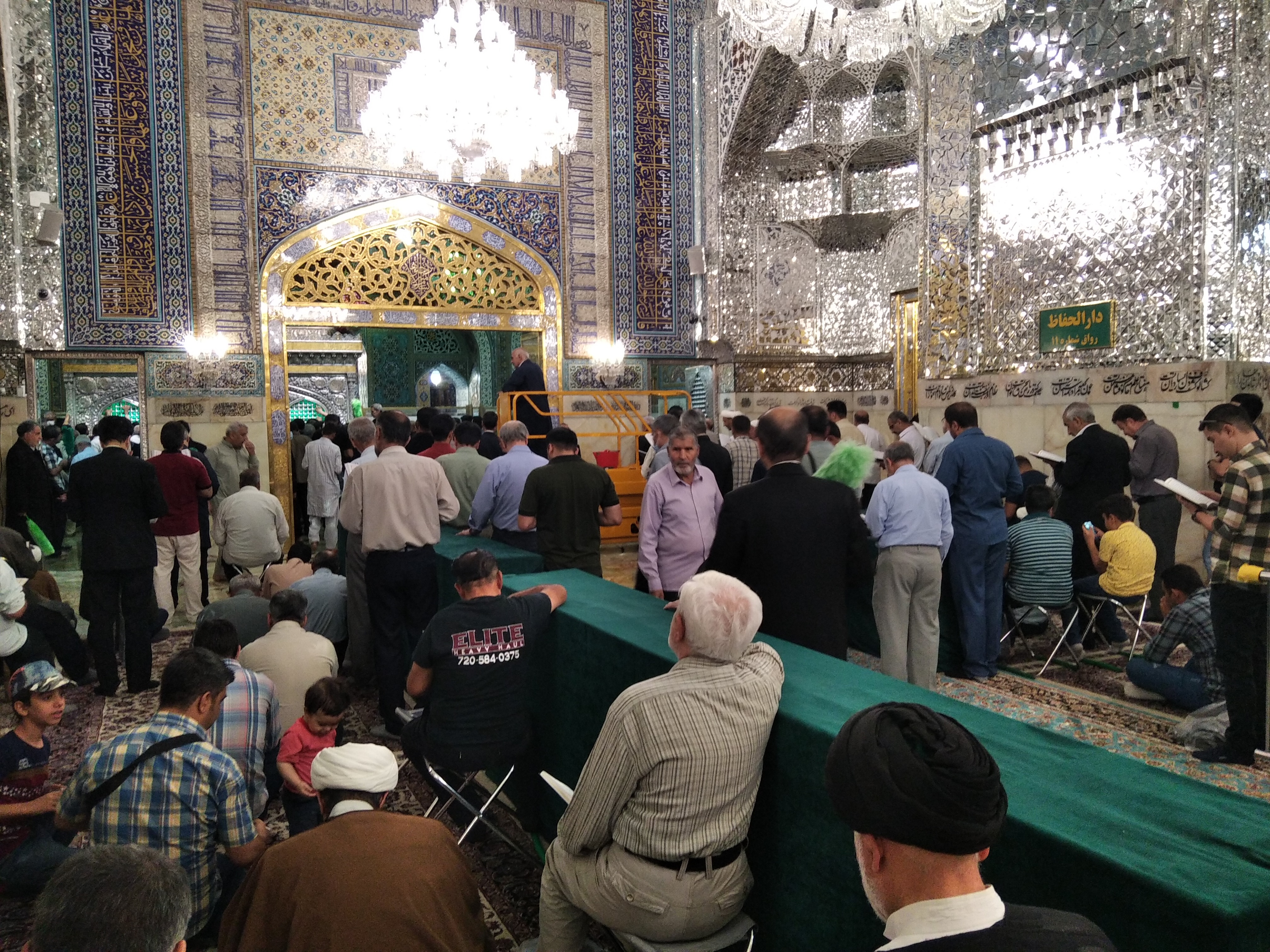
رواق دارالحفاظ، حرم امام رضا، مشهد، ایران

### دارالحفاظ
«دارالحافظ» به معنای «خانه حافظان» است. این رواق به وسیلهٔ گوهرشاد ساخته شده‌است و با قطعاتی از سنگ که روی آن آیات قرآنی، گل‌ها و… نقش شده‌است، بالا آمده‌است. از زمان قدیم در این رواق حافظان قرآن هر صبح و شب با حضور خادمان، مراسم خطبه برگزار می‌کردند. رواق دارالحفاظ با مساحت ۲۱۷ متر مربع در جنوب حرم امام رضا و شمال مسجد گوهرشاد در شهر مشهد قرار دارد و به دستور بانو گوهرشاد در اوایل قرن نهم هجری بنا شده‌است. ابعاد این رواق این‌گونه است: عرض ۶۵/۸ متر، طول ۱۸ متر ارتفاع تا زیر سقف ۸/۱۲ متر و تا پشت بام ۴۶/۱۴ متر است. این رواق هفت صفه دارد که سه صفه آن به طرف دارالسیاده و سه صفه به طرف دارالسلام و یک صفه به طرف مسجد گوهرشاد و این صفه‌ها به استثناء یک صفه باز شده و ارتباط بین دارالحفاظ و رواق دارالسیاده و دارالسلام و مسجد برقرار شده و زوار از آن‌ها رفت‌وآمد دارند و کف آن با سنگ مرمر مفروش و دیوارها و سقف آن با روش بسیار زیبائی آئینه کاری شده‌است. رواق دارالحفاظ در جنوب ضریح حرم امام رضا قرار دارد و تالاری با کاربری عبادی است. در این رواق تاریخی، مراسم خواندن قرآن و خطبهٔ مخصوص حُفّاظ آستان قدس، همه روزه در دو نوبت، صبح و شام برگزار می‌شود. در این آیین که به نام مراسم صُفّه مشهور است، قاریان قرآن آستان قدس، همه روزه صبح و شام به خواندن قرآن و دعای دوازده بند خواجه نصیر می‌پردازند و به همین جهت، به نام دارالحفّاظ یا خانهٔ قاریان و خوانندگان قرآن مشهور شده‌است.

### دارالسیاده
«دارالسیاده» به معنای «خانه بزرگ» است. علت نامگذاری این رواق به دارالسیاده این است که، از قدیم محل اجتماع سادات و منسوبان به خاندان علی بن ابی‌طالب بوده‌است. در سال ۱۳۷۵شمسی قسمتی از شمال دارالسیاده به مسجد بالا سر اضافه شد. در این رواق، قبر بسیاری از علماء وجود دارد. از جمله قبر حاجی میرزا حسین خان سپهسالار بانی مدرسه و مسجد سپهسالار تهران و باغ و عمارت مجلس شورای اسلامی تهران.

### دارالشرف
دارالشرف یکی از اماکن قدیمی آستان قدس به مساحت ۱۴۰ مترمربع است. این رواق در گذشته به صورت رواق نبود، اما پس از تغییرات سال ۱۳۴۳شمسی به صورت رواق مستقل درآمد و دارالشرف نام گرفت.

### دارالفیض
برخی مورخان به علت التصال این رواق به توحید خانه، بر این عقیده اند که ممکن است مرحوم فیض کاشانی این بنا را همزمان با توحید خانه در دوران صفویه ساخته باشد.

### دارالشکر
«دارالشکر» به معنای «خانه سپاسگذاری» است. این رواق در سال ۱۳۴۳–۱۳۴۲ از ترکیب قرائت خانه (قرآن خانه) که مربوط به عهد تیموریان بود، به انضمام بخشی از مسجد بالاسر که مربوط به دوره صفویه تبدیل شد و قسمتی از راهروی آن به وجود آمد و دارالشکر نامیده شد.

### توحیدخانه
«توحیدخانه» به معنای «خانه یکتاپرستی» است. عده ای معتقد اند که ابتدا کتاب‌خانه آستان قدس در این مکان قرار داشته‌است، و قرآن‌ها را در این محل نگهداری می‌کردند و به همین علت به این نام مشهور شده‌است. برخی هم معتقد اند که این رواق را مرحوم ملا محسن فیض کاشانی در سال ۱۰۷۲قمری بنا کرده‌است.

### گنبد الهوردی خان
کاشی کاری، فن معماری اسلامی و ظرافت و نفاست این رواق مربروط به دوران صفویه است. بانی این رواق، الهوردی خان از رجال خوشنام عصر صفوی است. ساخت بنای این رواق از سال ۱۰۱۳قمری شروع و تا سال ۱۰۲۱قمری ادامه پیدا کرد. یک سال پس از اتمام رواق، الهوری خان در شیراز در گذشت. پیکر وی را به مشهد آوردند و ایشان را در همین رواق دفن کردند.

### دارالضیافه
«دارالضیافه» به معنای «خانه مهمان» است. این رواق در سال ۱۳۲۰قمری توسط قائم مقام سادات رضوی مرمت شد و همان‌طور که از اسمش پیداست سالن تشریفات و پذیرایی‌های رسمی آستان بوده‌است. این رواق به این دلیل به نام دارالضیافه، نامگذاری شد که سابقاً بعضی از مهمانان آستان در این مکان پذیرایی می‌شدند.

### دارالسعاده
«دارالسعاده» به معنای «خانه خوبی و سرای نیک‌بختی» است. این بنا یکی از رواق‌های قدیمی و تاریخی حرم رضوی است. بانی این رواق الهیار خان، والی خراسان در سال ۱۲۵۱قمری می‌باشد.

### گنبدحاتم خانی
بانی این رواق، وزیر شاه عباس کبیر، جناب «حاتم خان اردوباری تبریزی» ملقب به «اعتمادالدوله» از نوادگان خوجه نصیرالدین طوسی می‌باشد. حاتم خان در سال ۱۰۱۰قمری در این مکان برای خود آرامگاهی ساخت و در سال ۱۰۱۹قمری که در قلعه دمدم فوت کرد در همین مکان دفن شد.

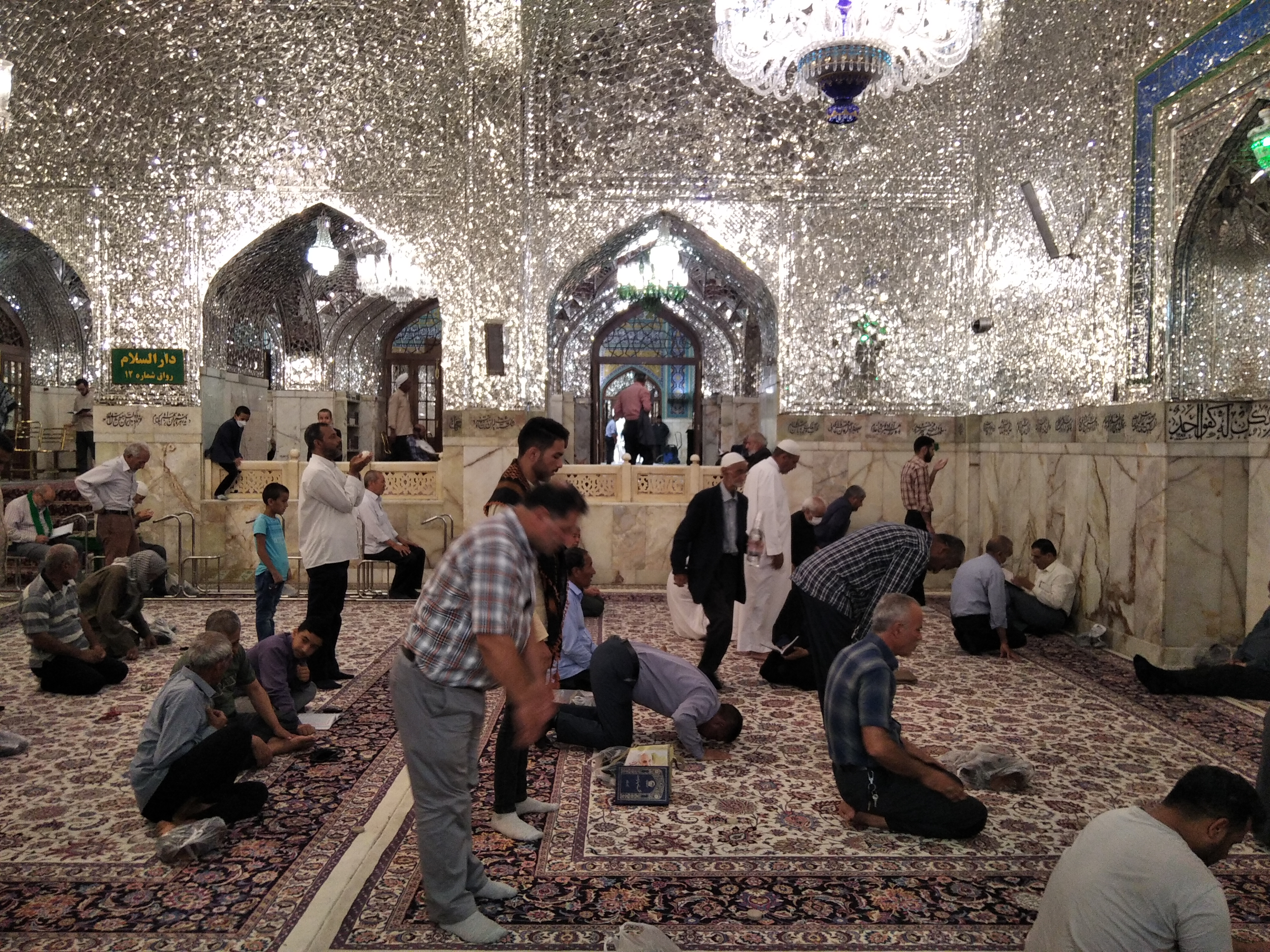
ورودی رواق دارالسلام از رواق دارالحفاظ، حرم امام رضا، مشهد، ایرانبد

### دارالسلام
«دارالسلام» به معنای «خانه بهشت» است. دارالسلام از جمله بناهایی است که اساس آن در زمان گوهرشاد، در دو طبقه پی ریزی شد که طبقه بالای آن مدتی آسایشگاه خادم معروف به گنبد اپک میرزا و طبق پایین آن انبار فروش بود. در تعمیرات سال‌های ۱۳۳۴ الی ۱۳۳۸شمسی پوشش وسط برچیده شد و آسایشگاه به محلی دیگر انتقال پیدا کرد. رواق دارالسلام، یکی از رواق‌های جنوب شرقی ضریح حرم امام رضا است. این رواق از مشرق به دو رواق دارالعزه و دارالسرور، از شمال به رواق گنبد حاتم خانی و از مغرب به دارالحفاظ محدود است. شالوده این رواق را گوهرشاد خاتون در دوطبقه بنا نهاد. ابتدا بنایی دو طبقه بود که مدتی قسمت فوقانی آن، محل آسایشگاه خدام، معروف به گنبد اپک میرزا و طبقه تحتانی آن انبار فرش و اشیای دیگر بود. در تعمیرات سال‌های ۱۳۳۴ تا ۱۳۳۸ ه‍.ش پوشش وسط برچیده شد، آسایشگاه به محلی دیگر انتقال یافت و این مکان پس از تعمیر و تزئین به صورت کنونی درآمد و دارالسلام نام گرفت. طول رواق دارالسلام حدود ۲۰ متر، عرض آن ۱۰ متر است. این رواق در مجموع با محاسبه فضاهای جانبی آن، ۲۲۷ متر مربع مساحت دارد. ازاره رواق به ارتفاع ۱/۶۵ متر با سنگ مرمر یشمی پوشش یافته و دیوارها و سقف، رسمی بندی و آینه کاری شده‌اند. کف دارالسلام با مرمر به زیبایی نقش‌بندی و سنگ‌فرش شده‌است. دیوارها و سقف بنا به سبک زیبایی رسمی بندی شده‌اند که چشمهٔ اصلی سقف را در سه بخش احاطه کرده‌اند. بالای ازاره کتیبه‌ای است به عرض ۳۰ سانتیمتر که به خط نستعلیق بر آن حجاری‌شده‌است. قدیمی‌ترین و سنگین‌ترین لوستر کریستالی نفیس حرم امام رضا با ۱۱۴ شاخه، ۲ تن وزن، ۴ متر ارتفاع و عمر ۲۰۰ ساله در رواق دارالسلام قرار دارد که بر عظمت و شکوه این رواق افزوده‌است.

### دارالسرور

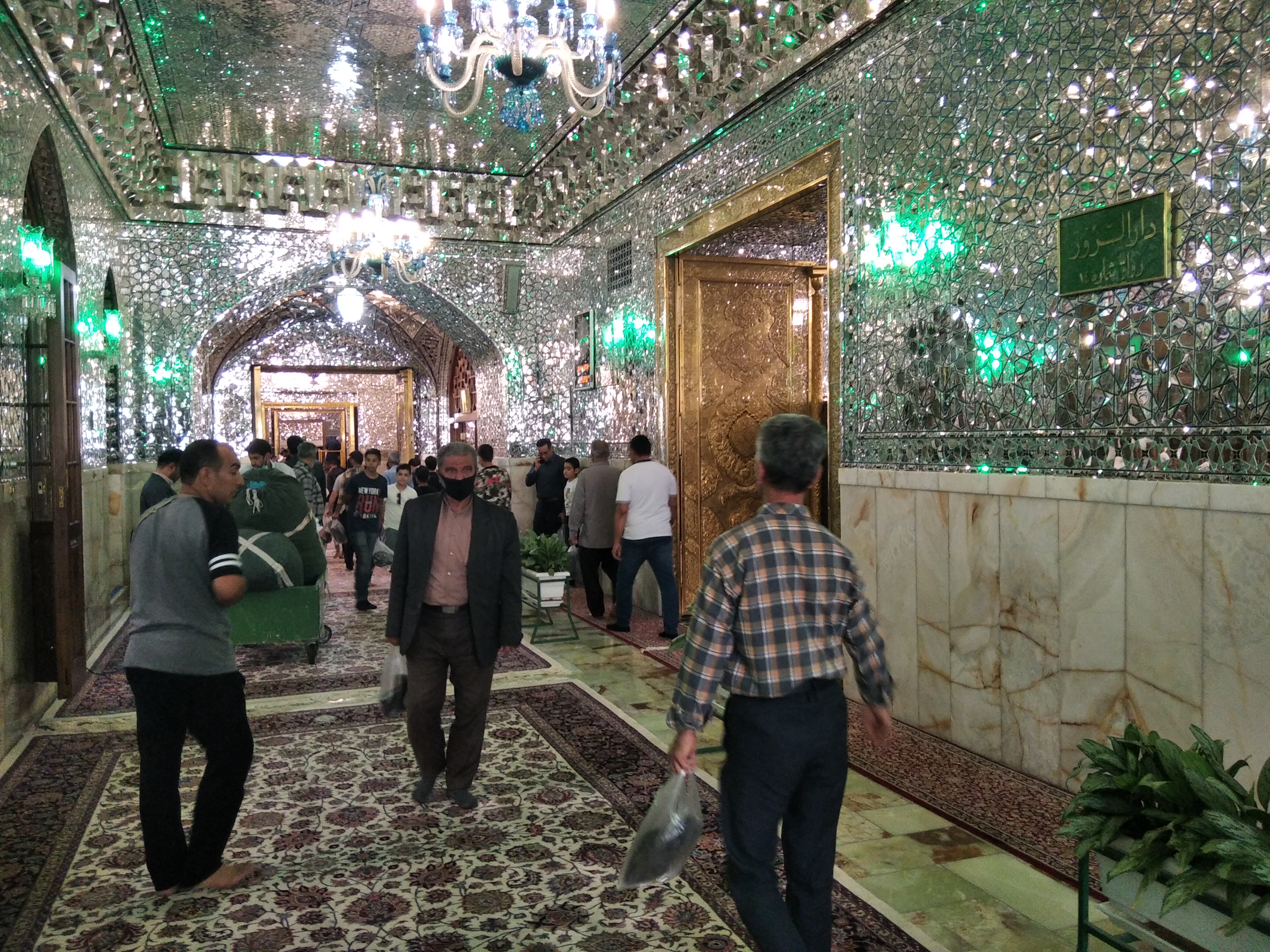
دارالسرور از مسیر صحن آزادی به سمت ضریح حرم امام رضا، مشهد، ایران

«دارالسرور» به معنای «خانه شادی و نشاط» است. بانی این رواق، آقای دکتر شادمان است. این رواق بین رواق دارالسعاده و رواق دارالذکر واقع شده و یکی از راه‌های اصلی ورود به حرم از صحن آزادی می‌باشد. این بنا از شمال به رواق دارالسعاده و از جنوب به رواق دارالذکر و رواق دارالعزه و از مشرق به صحن آزادی و از مغرب به رواق دارالسلام منتهی می‌شود. در ضلع شمالی رواق گذرگاهی وسیع با دری زرین به رواق دارالسعاده راه دارد و ضلع جنوبی آن از طریق سه درگاه به رواق دارالذکر و یک درگاه به رواق دارالعزه مرتبط است. ابعاد رواق دارالسرور ۲۴ متر و ۱۰ سانتیمتر در ۴ متر ۸۰ سانتیمتر و ارتفاع آن ۴ متر ۷۵ سانتیمتر است که پس از کسر پایه‌های پیش آمده در رواق مساحت آن به ۱۰۰ مترمربع می‌رسد. کف و ازاره با سنگ مرمر پوشش یافته و ار بالای ازاره، دیوارها و سقف رواق آئینه کاری شده‌است. رواق دارالسرور با دو در زرین زیبا با کتیبه‌های نگاشته شده به رواق‌های دارالسلام و دارالسعاده راه دارد. ازسوی شمال دارالسعاده، از سمت جنوب دو رواق دارالذکر و دارالعزة، از سوی مشرق صحن آزادی و از طرف مغرب رواق دارالسلام، دارالسرور را احاطه کرده‌اند. در گذشته این بنا به صورت چند اتاق بود که ابتدا به عنوان آبدارخانه آستان قدس رضوی و آسایشگاه عده‌ای از خدام و پس از آن به عنوان محل دفتر امور داخلی حرم استفاده می‌شد. پس از آن و در زمان نیابت تولیت سید فخرالدین شادماندر سال ۱۳۳۴ تا ۱۳۳۸ هجری شمسی این قسمت‌ها به یک فضای وسیع تبدیل و به نام رواق دارالسرور نامیده شد.

### دارالعزه

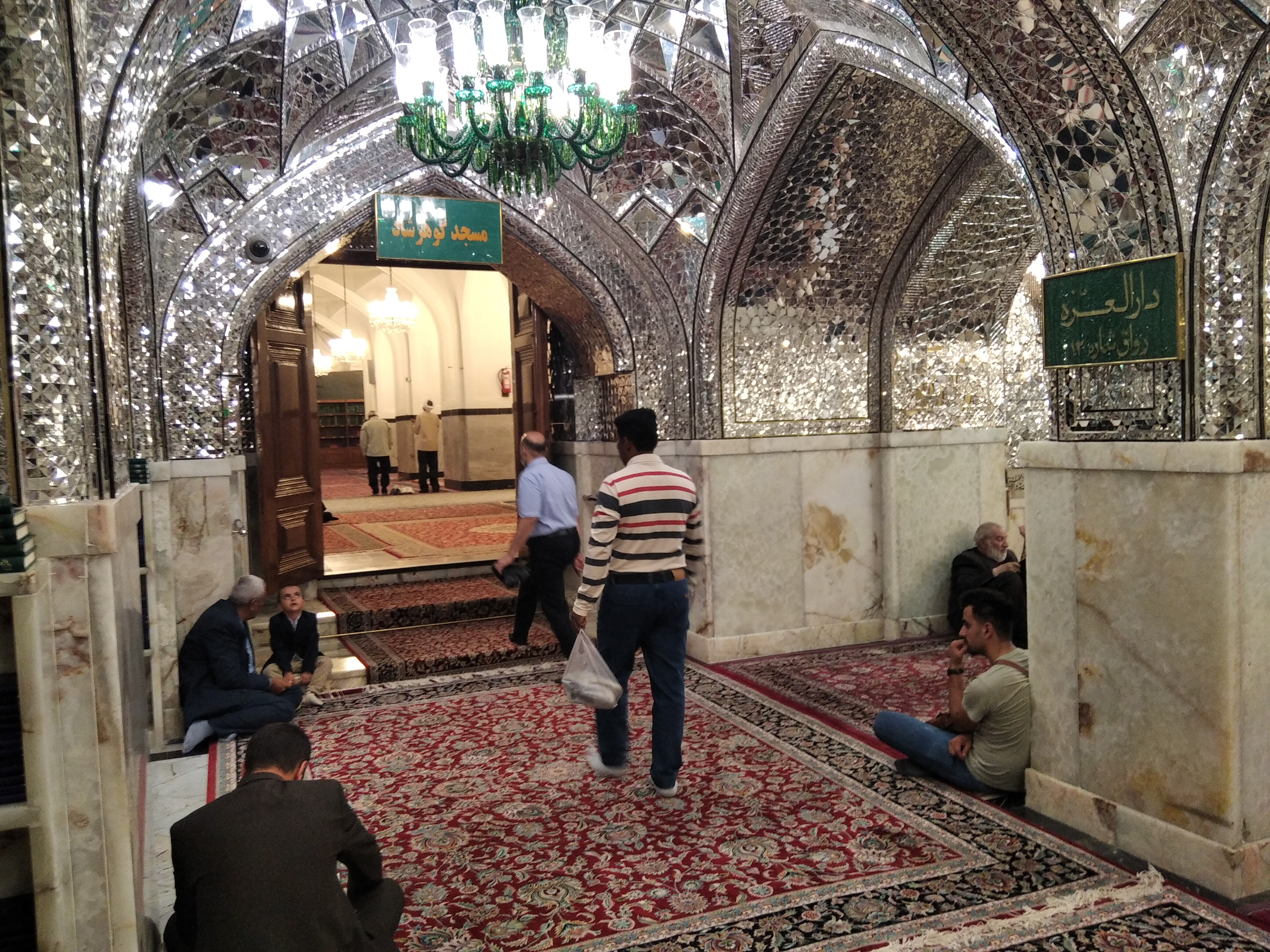
رواق دارالعزه به طرف شبستان گرم مسجد گوهرشاد، حرم امام رضا، مشهد

«دارالعزه» به معنای «خانه عزت و ارجمندی» است. این رواق تا مدتی قبل حیاط تشریفات و محل آسایش فراشها و کشیک خانه بود. بین سالهای ۱۳۴۲ و ۱۳۴۴ به اهتمام تیمسار سپهبد امیر عزیزی، نایب التولیه وقت، مسقف گردید و تعمیراتی در آن صورت گرفت و رواق دارالعزه نامیده شد. رواق دارالعزه در جنوب شرقی ضریح حرم امام رضا، بین رواق دارالسلام و رواق دارالذکر واقع شده‌است. رواق دارالعزه از شمال به رواق دارالسرور، از جنوب به شبستان گرم مسجد گوهرشاد، از مشرق به دار الذکر و از مغرب به رواق دارالسلام محدود است. رواق دارالعزه قبلاً کشیک خانه خدام بوده که با تعمیرات و تزییناتی در سال ۱۳۴۳ ه‍.ش با ۷۳ متر مربع به اهتمام امیرعزیزی نیابت تولیت وقت تغییر کاربری داده و به صورت رواق درآمد. کف این رواق به ارتفاع ۹۵ سانتی‌متر از کف رواق دارالسلام بالاتر است. کف رواق با سنگ مرمر مفروش است، ازاره از همه طرف به ارتفاع ۱٫۴۸ متر سنگ مرمر و از روی ازاره تا زیر سقف و تمام سقف آئینه کاری بوده، رواق دارالعزه دارای ۳٫۱۲ متر عرض، ۱۱٫۶ متر طول و ۴٫۳۵ متر ارتفاع است. تمام دیوارها و سقف به صورت کاربندی و رسمی بندی و آینه کاری زیبایی درآمده است و هیچگونه کتیبه ای در این رواق تعبیه نشده‌است.

### دارالذکر
این روق یکی از بناهای نسبتاً جدیدالاحداث است. رواق دارالذکر در گذشته مدرسه علی نقی میرزا بوده و حجرات فوقانی و تحتانی مدرسه اطراف آن قرار دارد که اکنون محل استقرار دفاتر مختلف است.

### دارالزهد
«دارالزهد» به معنای «خانه پارسایی» است. این رواق در بین سال‌های ۱۳۵۰ الی ۱۳۵۲ بنا گردیده‌است. مقبره عالم دانشمند «علامه محمدتقی جعفری» نیز در رواق است.

### شیخ بهایی
سنگ مرمر سفید، محفوظ در یک جدار شیشه ای که در آن جسم «شیخ بهایی» می‌باشد دلیل نام گذاری این رواق است.

### دارالعباده
این رواق محل عبادت و زیارت بانوان است.

### دارالخلاص
«دارالخلاص» کوچکترین رواق روضه منوره است. دارالخلاص در گذشته به دارالشرف و دارالولایه راه داشت و در توسعه سال ۱۳۷۳ این بنا جزء شمال دارالسیاده و مسجد بالاسر درآمده است. این رواق در گذشته از دو قسمت «مسجد زنانه بالاسر» در جنوب و «محل شمع و چلچراغ» در شمال تشکیل شده بود. در قدیم چلچراغی در محل شمع و چلچراغ قرار داشته که محل روشن کردن شمع‌ها بوده و بعداً در توسعه بیوتات در سال ۴۳–۱۳۴۲ دیوار جنوبی محل چلچراغ برداشته و رواق دارالاخلاص نام گذاری شد.

### دارالولایه
این رواق یکی از رواق‌های بزرگ حرم رضوی است. ساخت این رواق در سال ۱۳۶۵ آغاز و در سال ۱۳۶۸ به پایان رسید.

### دارالاجابه
ساخت این رواق در سال ۱۳۷۶ شروع شده و تا سال ۱۳۷۹ ادامه پیدا کرد و همزمان با عید غدیر افتتاح گردید.

### دارالهدایه
احداث این رواق از سال ۱۳۶۹ آغاز و در نخستین روز سال ۱۳۷۱ افتتاح شد.

### دارالرحمه
ساخت این رواق در سال ۱۳۶۹ شروع شده و تا سال ۱۳۷۱ ادامه پیدا کرد. این بنا با معماری تقلیدی از شبستان‌های مسجد گوهرشاد، حجیم سازی شده‌است.

### دارالحکمه
پروژه ساخت این رواق در سال ۱۳۷۷ آغاز و در سال ۱۳۸۱ پیان یافت. نقش قالیچه گره بر سنگ مرمر، زینت بخش این رواق است.

### دارالحجه
دارالحجه در زیر صحن انقلاب قرار گرفته‌است. به منظور فراهم کردن دسترسی آسان به این رواق، سردرهای ساعت و نقاره خانه صحن انقلاب اسلامی که قدمتی حدود چهارصد سال و وزن تقریبی هفت هزار تن دارند مقاوم‌سازی و ورودی‌هایی در زیر آن‌ها تعبیه شده‌است.

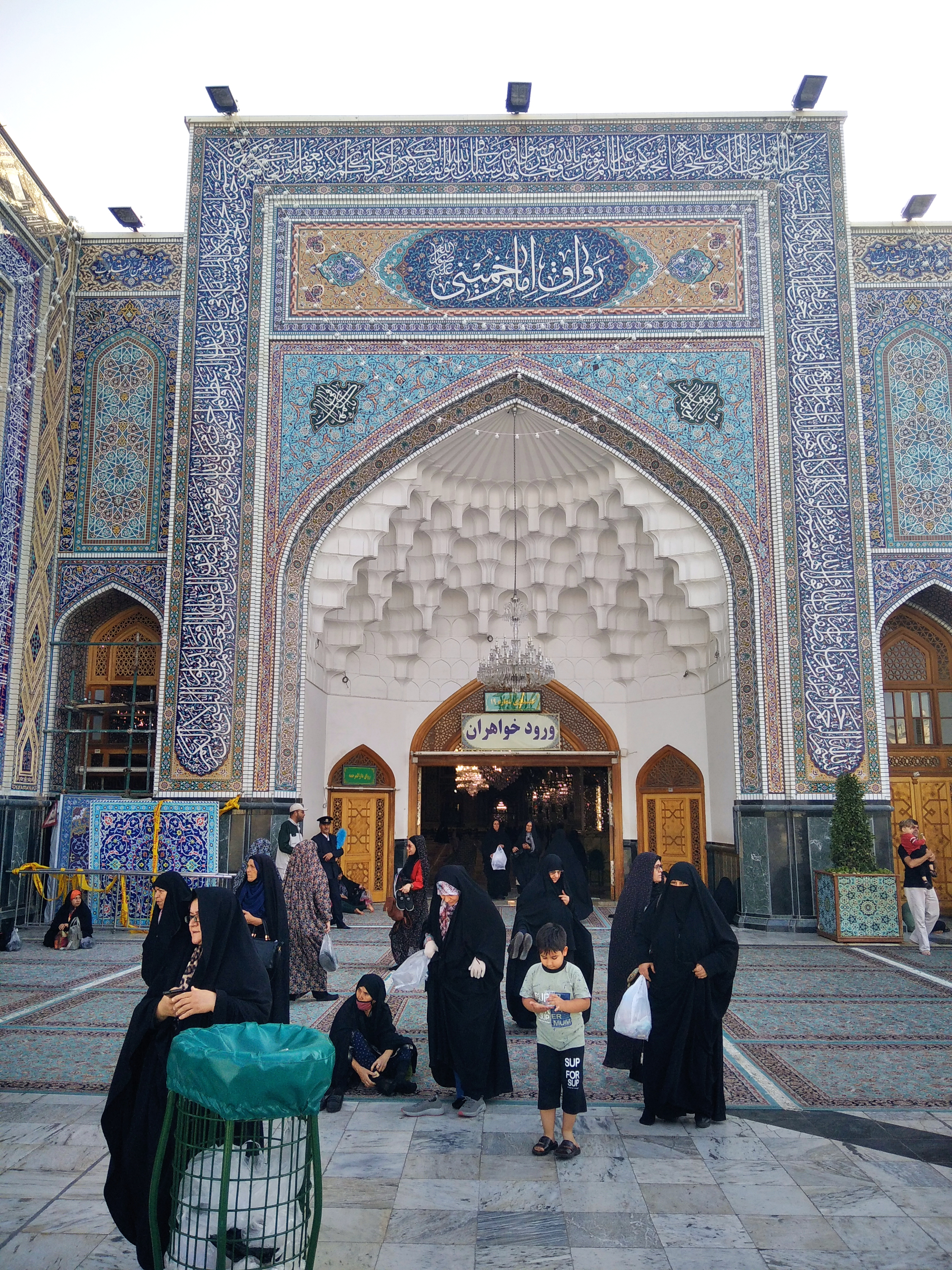
ورودی رواق امام خمینی از صحن پیامبر اعظم، حرم امام رضا، مشهد، ایران

### رواق بزرگ امام خمینی
این رواق همان صحن سابق امام خمینی است. به دلیل افزایش روزافزون زائران، طرح تغییر کاربری این صحن به رواق، تصویب شد و در اواخر سال ۱۳۸۱ آغاز شد. این رواق از غرب به مسجد گوهرشاد، از شرق به ساختمان موزه آستان قدس رضوی، از شمال به صحن بعثت، صحن آزادی و تالار تشریفات، دارالزهد، رواق شیخ بهایی و دارالعباده و از جنوب به صحن پیامبر اعظم راه دارد. رواق امام خمینی، درواقع صحن سابق امام خمینی یا صحن موزه است که فقط بخشی از آن به صورت صحن با نام صحن بعثت باقی مانده‌است. رواق امام خمینی بزرگ‌ترین رواق‌های حرم امام رضا با ۹ هزار مترمربع وسعت است که با پوشاندن سقف و آرایه بندی یکی از صحن‌های مجموعه حرم امام رضا احداث شده‌است. صحن امام خمینی که پیش‌تر به نام‌های صحن موزه و صحن پهلوی شناخته می‌شد، در سال‌های ۱۳۱۶ تا ۱۳۲۴ شمسی مقابل خیابان امام رضا ساخته و ساختمان کتابخانه و موزه در انتهایش بنا شد و به همین علت به صحن موزه مشهور شد. این صحن به علت موقعیت خاصش که به تالار تشریفات آستان قدس در بالای رواق دارالزهد راه داشت، برای استقبال از مهمانان و هیئت‌های رسمی استفاده می‌شد و کمتر به روی عموم زائران گشوده می‌شد. پس از انقلاب، این صحن برای برگزاری مراسم سیاسی و سخنرانی‌های مناسبتی استفاده می‌شود. طرح تغییر صحن امام به رواق امام خمینی و عملیات اجرایی آن از اواخر سال ۱۳۸۱ آغاز شد.
زیربنای رواق امام خمینی حدود ۲۲٫۰۰۰ متر مربع در دو طبقه است. از این زیربنای عظیم، مساحتی ۹۸۴۰ متر مربعی به رواق اختصاص یافته و ۷۶۰۰ متر مربع به شبستان رواق تعلق دارد؛ ضمن آنکه مساحت ۴۶۰۰ متر مربع هم به فضاهای جنبی اختصاص یافته‌است. نمای اضلاع شمالی، غربی و شرقی بنا، همان نمای پیشین صحن امام خمینی، شامل قاب‌بندی با گره‌های آجری و کاشی معرق و ازارهٔ رواق از سنگ گرانیت سبز و پوشش داخلی دیوار جنوبی، بخشی از دیوار شمالی و سقف و ستون‌ها از گچ و آینه‌کاری است. سازهٔ بنا، فلزی و سقف آن به‌صورت قوس‌های فلزی با دال‌های بتنی و کامپوزیت اجرا شده‌است. برای حفظ نمای قبلی دیوارهای اطراف، دیوارهای کناری ستون‌گذاری نشده و حاشیه‌های سقف به‌صورت معلق طراحی شده‌است، در مرکز سقف، میان هر چهار ستون، یک نورگیر لوزی‌شکل تعبیه شده‌است. همچنین، ارتفاع سقف از کف چهارده متر و تقریباً هم‌تراز دیوارهای اطراف در نظر گرفته شده‌است تا مانع دید گنبد حرم امام رضا نشود.
برنامه‌های رسمی حرم امام رضا در این رواق برگزار می‌شود و بسیاری از زائران تجربه حضور در این برنامه‌ها را داشته‌اند. از نماز جمعه شهر مشهد گرفته تا سخنرانی سالانه رهبر جمهوری اسلامی ایران در نخستین روزهای سال نو، همه در این رواق بزرگ اجرا می‌شود.

### رواق کودک

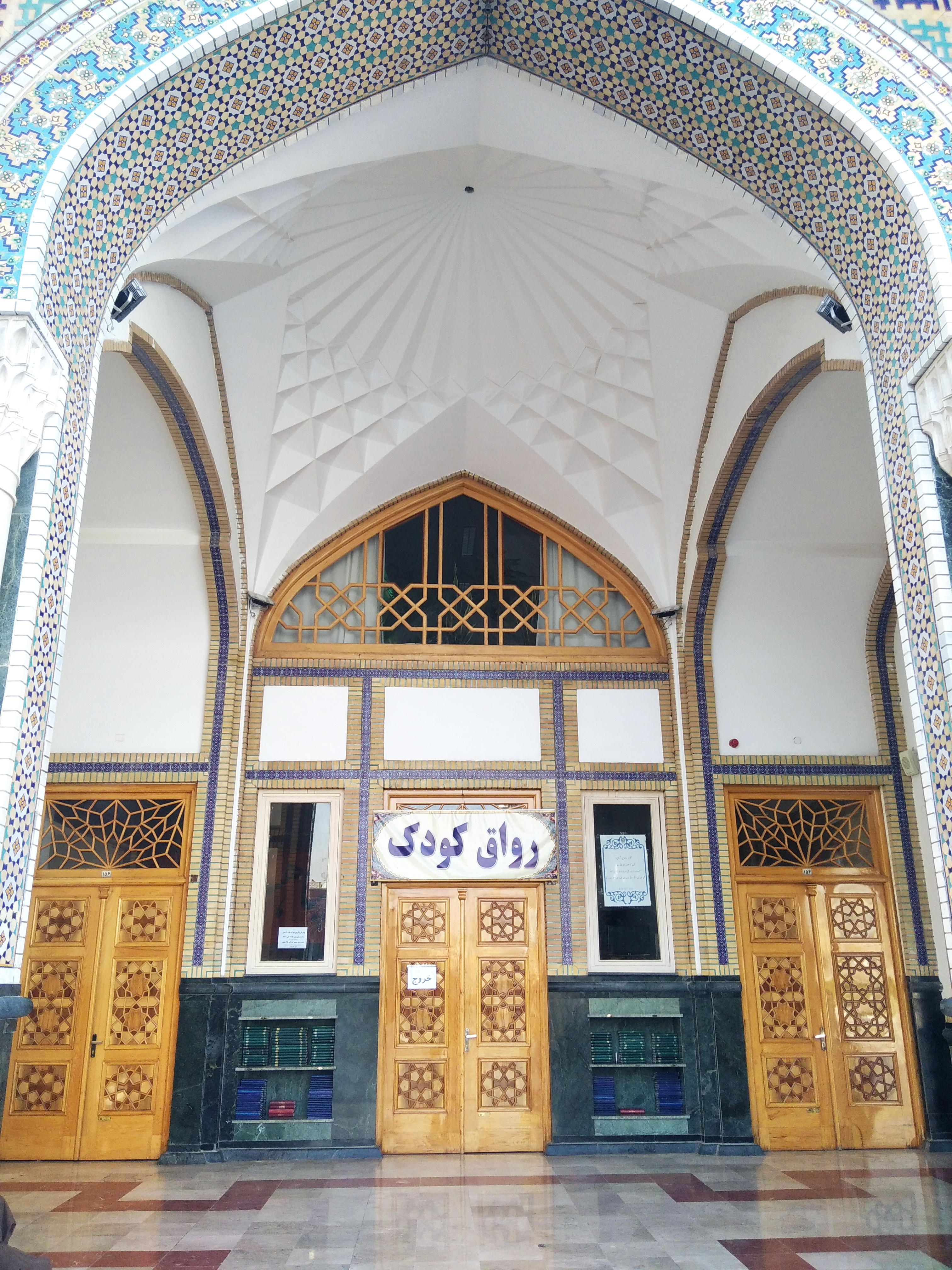
ورودی رواق کودک، صحن پیامبر اعظم، حرم امام رضا، مشهد، ایران

رواق کودک با تغییر کاربری و تغییر نام رواق کوثر در فروردین ۱۴۰۱ ه‍.ش افتتاح گردید. رواق کودک با مساحت نزدیک پنج هزار متر مربع در شمال شرقی صحن پیامبر اعظم حرم امام رضا قرار دارد. رواق کودک به جهت سرگرمی و بازی کودکان همراه با آموزش زیارت به صورت رایگان راه اندازی شده‌است. در رواق کودک خادمان ویژه این بخش، کودکان را به مدت نیم ساعت نگهداری کنند تا والدین این کودکان بتوانند بدون نگرانی به زیارت بروند. رواق کودک ویژه کودکان ۵ تا ۱۰ ساله است. رواق کودک ۱۲۰۰ مترمربع مساحت دارد. ارائه خدمات در این رواق به کودکان کاملاً رایگان است. کودکان در کنار بازی و سرگرمی‌های کودکانه، با برخی مفاهیم دین، فرهنگ و زیارت آشنا می‌شوند. رواق کودک ظرفیت میزبانی از یکصد کودک در هر ساعت را دارد. بخش‌های هشت‌گانه رواق کودک شامل: ماز، رنگ آمیزی، زیارت خوانی، کار دستی، پازل، قصه گویی، کتاب خوانی و رنگ آمیزی انگشتی است.

## تاریخچه مسجدها

### مسجد گوهرشاد
بانی و بنیان‌گذار این مسجد گوهرشاد خاتون همسر میرزا شاهرخ پسر تیمور گورگانی می‌باشد. مسجد گوهرشاد از مساجد حرم امام رضا است. نمای زیبایی از گنبد طلایی علی بن موسی الرضا در بخش جنوبی صحن، حوض بزرگ به همراه چندین سقاخانه کوچک و البته مناره‌های مسجد با کاشی‌کاری‌های جذاب این صحن قدیمی را به یکی زیباترین نقاط حرم امام رضا تبدیل کرده‌است. و چندین شاعر مختلف از آن در اشعار خود یاد کرده‌اند. مسجد گوهرشاد در دل خود شبستان‌های مختلفی هم دارد که نام‌های متفاوتی دارند، از جمله، تبریزی، نهاوندی، نجفآبادی، میالنی، سبزواری و علوی. مسجد گوهرشاد که در جنوب صحن گوهرشاد قرار دارد، این مسجد از بناهای باشکوه عهد تیموری است که در اوایل قرن نهم هجری ساخته شده‌است. این مسجد، ۲ هزار و ۸۵۵ مترمربع وسعت، ۶هزار و ۴۸ مترمربع زیربنا، ۴ ایوان و ۷ شبستان دارد. مسجد گوهرشاد در سال ۸۲۱ هجری قمری، به دستور بانو گوهرشاد، همسر شاهرخ میرزای تیموری، بنا شده‌است، که تزئین آن را فرزند هنرمندش، بایسنقرمیرزا، بر عهده داشته‌است.

## تاریخچه بست‌ها
فضایی که بعد از صحن‌ها منتهی می‌شود «بست» نام دارد.

### بست شیخ طوسی
نام این بست را از ابوجعفر معروف به شیخ الطایفه، از ستارگان بسیار درخشان جهان اسلام گرفته‌است که در فقه و اصل، حدیث و تفسیر و کلام و رجال تالیفات فراوان دارد. به این بست «بست علیا» یا «بست بالا خیابان» هم می‌گویند که برگرفته از خیابان معروف شهر مشهد در سمت شمال غربی حرم امام رضا است که در زمان شاه عباس صفوی احداث شده‌است.

### بست شیخ حر عاملی
نام این بست را از شیخ محمد بن حسن عاملی معروف به شیخ حر عاملی گرفته که در سال ۱۰۱۳قمری در جبل یکی از شهرهای لبنان متولد شده‌است. این بست را «بست سلفی» و «بست پایین خیابان» هم می‌گویند.

### بست شیخ طبرسی
نام این بست را از ابو علی بن طبرسی به شیخ طبرسی، از علمای مشهور قرن ششم هجری که دارای مقبره ای در باغ رضوان سابق بود، گرفته‌است.

### بست شیخ بهایی
این بست نام خود را از بهاءالدین محمد عاملی معروف به شیخ بهایی گرفته‌است. او دانشمند نامدار قرن دهم و یازدهم هجری و متبحر در فقه، حدیث، نجوم، ریاضی، هندسه، طب و معماری فرزند حسین بی عبدالصمد بود.

## تاریخچه مراکز وابسته به حرم

### کتابخانه‌ها

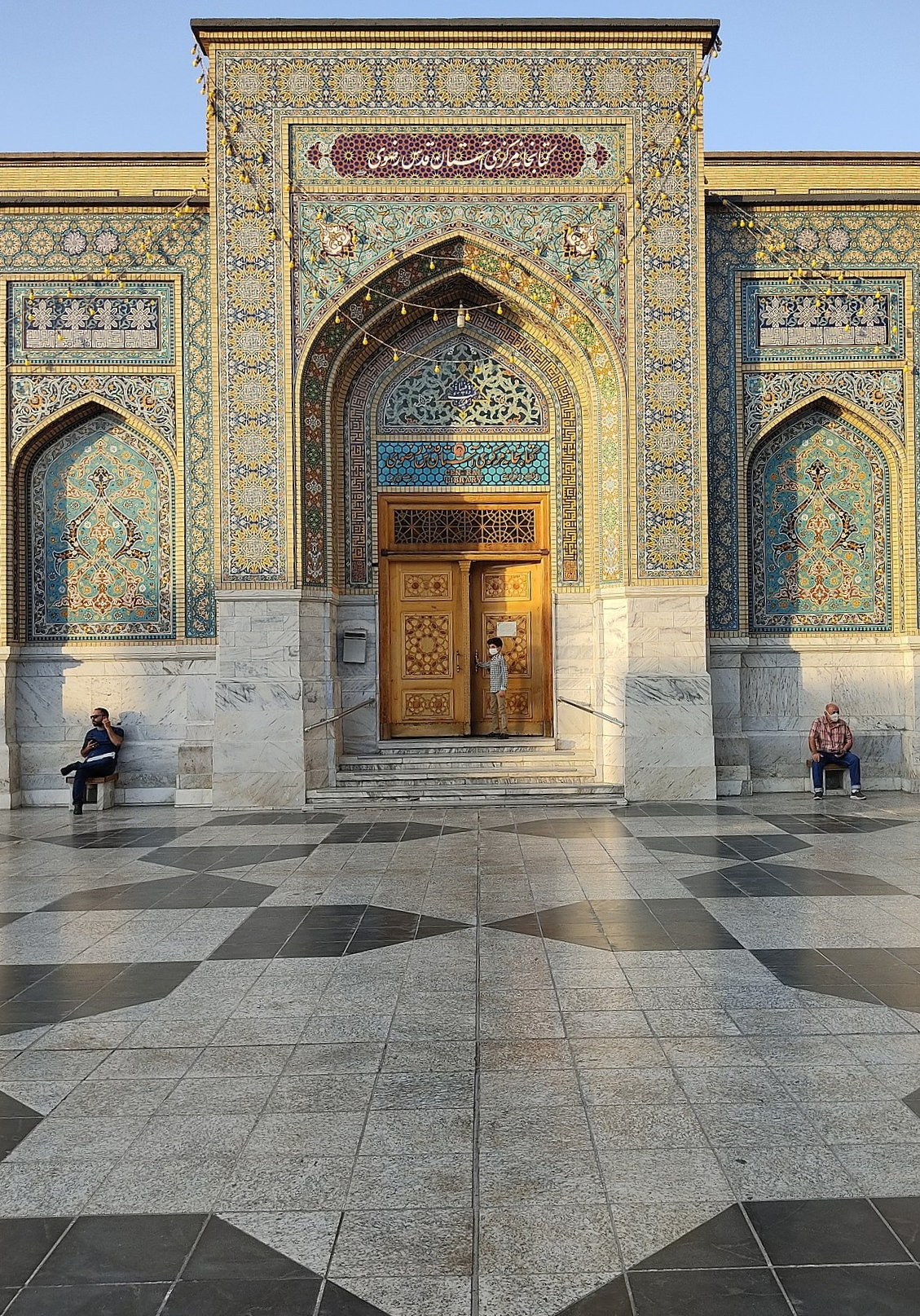
ورودی کتابخانه آستان قدس رضوی

#### کتابخانه مرکزی آستان قدس رضوی
پس از کشته‌شدن علی بن موسی الرضا مردم جزوات قرآنی را وقف آستان امام می‌کردند که این کتب در مکانی خاص واقع در مسجد بالاسر به نام قرائت‌خانه جمع‌آوری شده‌بود. با افزایش تعداد موقوفات این کتابخانه ۶ بار در حرم جابه‌جا شد که به‌ترتیب مسجد بالاسر، بالای کفشداری ۱۰، صحن موزه پهلوی سابق، تالار آینه، در قسمت شرقی موزه و محل فعلی کتابخانه آخرین ساختمان آن است. ساختمان فعلی کتابخانه که احداث آن از سال ۱۳۶۰ آغاز شده‌بود و در سال ۱۳۷۲ پایان یافت در سال ۱۳۷۳ مورد بهره‌برداری قرار گرفت. در این کتابخانه ۱۲ هزار و ۴۰۰ نسخه کتاب‌های خطی، چاپ سنگی و چاپی پیرامون علی بن موسی الرضا وجود دارد که قدمت برخی از آن‌ها به ۱۲ قرن می‌رسد.

#### کتابخانه مسجد گوهرشاد
در سمت چپ صحن جامع رضوی و در مقابل مسجد گوهرشاد، کتابخانه‌ای با نام گوهرشاد وجود دارد که براساس معماری حمام گنجعلی‌خان کرمان ساخته شده‌است. این کتابخانه در سال ۱۳۳۲ توسط واقف آن سید سعید طباطبایی نایینی ساخته شد و تعداد ۵ هزار جلد کتاب چاپی و خطی به آن اهدا شد. در سال ۱۳۶۸ با تلاش آستان قدس رضوی، ساختمان فعلی کتابخانه با مساحت ۱۲۰۰ مترمربع در بست شیخ بهایی حرم احداث گردید. در این کتابخانه ۶۵ هزار نسخه کتاب فارسی، عربی و لاتین وجود دارد و ظرفیت آن ۲۰۰ نفر است.

### موزه‌های آستان قدس رضوی
اولین موزه در آستان قدس رضوی در سال ۱۳۲۴ هجری شمسی در ساختمانی به مساحت ۱۰۲۴ مترمربع در صحن امام خمینی ساخته‌شد که به مدت ۴۰ سال تنها ساختمان موزهٔ حرم بود. اکنون موزه‌های آستان قدس رضوی، با ۱۶ گنجینه تخصصی در چهار ساختمان شامل موزهٔ قرآن و نفایس، موزهٔ مرکزی، موزهٔ تخصصی فرش و موزهٔ مردم‌شناسی در ۱۷ هزار متر فضای نمایشی، بیش از ۸ هزار قطعه نفیس را در معرض دید بازدیدکنندگان قرار می‌دهند.

### دارالشفاء امام رضا
این مرکز درمانی سرپایی در بست شیرازی حرم واقع شده‌است و به‌صورت شبانه‌روزی برای نیازمندان ارائه خدمت می‌کند. این مرکز دارای پنج پایگاه ثابت فوریت‌های پزشکی در داخل حرم است که به زائران خدمات ارائه می‌کنند.

### مهمانسرای امام رضا
این مهمانسرا به‌عنوان یک ادارهٔ مستقل زیرنظر مجموعهٔ معاونت اماکن متبرکه و امور زائرین آستان قدس رضوی قرار دارد. از این مهمانسرا در اسناد دورهٔ صفویه، افشاریه و اوایل دورهٔ قاجاریه، به‌عنوان مطبخ معموره نام برده شده‌است. از اوایل دورهٔ ناصری با نام کارخانهٔ مبارکه شناخته و معروف شد و این نام تا آخر دورهٔ قاجار به‌کار می‌رفت. در دورهٔ پهلوی به «مهمان‌خانهٔ حضرتی»، و بعد از انقلاب به «مهمانسرای امام رضا» تغییر نام یافت. بیش از یکصد سال مطبخ غذای خدمه، معروف به کارخانهٔ خادمی در صحن آزادی واقع بود. در اردیبهشت ۱۳۸۹، ساختمان جدید مهمانسرا افتتاح شد. با افتتاح ساختمان جدید، زیربنای مهمانسرا از ۳ هزار و ۸۰۰ مترمربع به ۱۰۰ هزار مترمربع افزایش یافت.

### مراکز فرهنگی حرم
دانشگاه علوم اسلامی رضوی به‌همت عباس واعظ طبسی در سال ۱۳۶۳ پایه‌گذاری شد. این دانشگاه در بین دانشگاه‌های دارای رشته‌های مشابه در ایران در بین پنج دانشگاه برتر دانسته شده‌است.
بنیاد پژوهش‌های اسلامی در سال ۱۳۶۳ تأسیس شد و به‌عنوان یک مرکز علمی و پژوهشی به شورای عالی فرهنگی آستان قدس رضوی وابسته است.

## مقبره‌های حرم رضوی
چهار آرامگاه مهم در حرم رضوی قرار دارد.

### پیر پالان‌دوز
بنای اولیهٔ این آرامگاه مربوط به دوران صفویه بوده‌است که توسط شاه محمد خدابنده، پدر شاه عباس صفوی در سال ۹۵۸ ه‍.ق بنا نهاده‌شد. در ابتدا مدفن ابونصر عبدالله بن علی سراج طوسی، عارف مشهور قرن چهارم هجری بوده‌است، اما به دلیل مدفون بودن شیخ محمدعارف عباسی معروف به پیر پالان‌دوز در این مکان به وی منسوب است؛ پیر پالان‌دوز از عارفان و پیران سلسلهٔ ذهبیه بود. این مقبره در ابتدای خیابان نواب صفوی قرار داشت که پس از انقلاب اسلامی ایران، به دلیل توسعهٔ حریم حرم، تخریب و مجدد بازسازی گردید. این مکان هم‌اکنون در شمال شرقی حرم واقع شده‌است.

### شیخ طبرسی
مقبرهٔ ابوعلی فضل بن حسن طَبْرَسی ملقب به امین‌الاسلام و مشهور به شیخ طبرسی در قسمت شمالی حرم رضوی قرار دارد. محل دفن او ابتدا در یکی از گورستان‌های مجاور حرم بوده که پس از احداث میدان پیرامون حرم در سال ۱۳۱۲ و خیابان طبرسی، قبرستان مزبور تسطیح شده و سپس در بخشی از آن صحنی به نام رضوان احداث گردیده که در مشهد به باغ رضوان شهرت یافته‌است. باغ رضوان در جریان توسعهٔ حریم حرم در سال ۱۳۷۰ تخریب شده اما قبر شیخ با تزریق بتن بر اطراف آن، جابه‌جا و بنای جدیدی برای آن ساخته شده‌است.

### شیخ حر عاملی
شیخ‌المحدثین محمد بن حسن معروف به شیخ حر عاملی از دانشمندان شیعی و صاحب کتاب مشهور وسائل‌الشیعه است. آرامگاه او در شمال شرقی صحن انقلاب واقع شده‌است.

### شیخ بهایی
شیخ بهاءالدین محمد عاملی معروف به شیخ بهایی از دانشمندان بزرگ شیعی معاصر با شاه عباس صفوی است. آرامگاه وی در رواقی به همین نام واقع در ضلع شمالی صحن امام خمینی قرار دارد. بنای رواق شیخ بهایی ۱۰۲ مترمربع مساحت دارد.

## حوادث
حرم علی بن موسی الرضا طی چند سدهٔ اخیر در اثر ۴ حادثه دچار تخریب‌های جزئی و کلی شده‌است.
1. در اثر یورش عبدالمؤمن خان ازبک در سال ۹۷۷ ه‍. ق، طلاکوبی‌ها و زیورآلات گنبد و گلدسته‌های حرم تخریب شده و به تاراج رفتند که در بین سال‌های ۱۰۱۰–۱۰۱۶ ه‍.ق توسط شاه عباس صفوی بازسازی شدند.
2. در سال ۱۰۸۴ ه‍.ق زلزلهٔ شدیدی در مشهد رخ داد که سطح خارجی گنبد ترک برداشت و تعدادی از خشت‌های زراندود ریخت. شاه سلیمان صفوی گنبد را تعمیر و تجدید طلا کرد. جریان این طلاکاری توسط محمدرضا امامی خوشنویس در چهار ترنج دور گنبد نوشته شده‌است.
3. در سال ۱۳۳۰ قمری روس‌ها گنبد را به توپ بستند و نقاطی را در بدنهٔ گنبد سوراخ کردند که هنوز جای تعمیرها از درون گنبد قابل‌مشاهده است. در سال ۱۳۳۱ قمری نیرالدوله والی خراسان دستور تعمیر آن را داد.
4. در خرداد ۱۳۷۳ و روز عاشورا یک بمب در حرم منفجر شد که در اثر آن ۲۶ نفر کشته و ۳۰۰ نفر زخمی شدند. خرابی‌های حاصله بر بنا کم بود و فقط بخشی از کاشی‌کاری‌ها و آینه‌کاری‌های قدیمی آسیب دیدند که پس از مدتی تعمیر شدند.[۱۲۰] پس از این حملهٔ تروریستی و تاکنون، در قسمت ورودی‌های مجموعه خادم‌هایی برای بازرسی بدن و وسایل زائران، خدمت می‌کنند.[۱۲۱]
5. حمله با چاقو به سه طلبه در حرم ۱۶ فروردین ۱۴۰۱ همزمان با سومین روز ماه رمضان اتفاق افتاد.[۱۲۲] در این حادثه دو نفر از آنها کشته شدند.[۱۲۳] خبرگزاریهای رسمی ایران حمله کننده را وابسته به گروه‌های تکفیری اعلام کردند.[۱۲۴]
6. حادثه حریق و آتش سوزی یکی از انبار های فرش حرم امام رضا (ع) در روز ۹ اردیبهشت ۱۴۰۱ همزمان با روز جهانی قدس و آخرین جمعه ماه مبارک رمضان،یکی دیگر از حوادثی بود که تلفاتی و خسارت جانی نداشت اما علت این حادثه یکی از ماشین های شست و شوی حرم بوده است.

### حمله روس‌ها به حرم امام رضا
حمله روسیه به حرم امام رضا در سال ۱۹۱۲ میلادی داد. پس از دادن مهلتی از طرف روسیه به ایران برای سرکوب مخالفت‌ها در ایران با قرارداد ۱۹۰۷ میلادی (که بر اساس آن اراضی شمالی ایران تحت نفوذ امپراتوری روسیه قرار گرفته بود) و اجرای کامل این قراداد، روس‌ها، قوای نظامی در شمال ایران از جمله مشهد مستقر کردند. مشروطه خواهان مخالف نیز حرم علی بن موسی الرضا را مأمن خویش قرار دادند. روس‌ها با ترس از وقوع انقلاب‌هایی همچون انقلاب مردم تبریز و گیلان، قوای زیادی را وارد مشهد کرد.[۱]
سرکنسول گر روسیه در مشهد، از اعلام همبستگی و جهاد مردم مشهد، تلگرافی را به فرماندار ترکستان فرستاد. از اول محرم ۱۳۳۰ هجری قمری قشون سواره و پیاده روس با توپخانه وارد مشهد و در ارگ و سربازخانه‌ها مستقر شدند. روس‌ها نیز هدف از تحرک نظامی خود را با برخی از بزرگان شهر مشهد در میان گذاشتند و آن را تنها برای حفظ رعایا و اتباع خود دانستند. روس‌ها در مدت حضور در مشهد، با تحریکات مختلفی دست به اخلال در نظم مشهد زدند. یوسف هراتی و نایب اکبر با همین تحریکات، دست به شورشی بزرگ در مشهد زدند. آنها توانستند دسته ای بزرگ از اشرار را به راه بیندازند و به سمت حرم در حرکت شوند. روس‌ها نیز تعداد سربازان خود در نزدیکی حرم را افزایش دادند. اشرار و معترضان به مسجد گوهرشاد وارد شدند و تلاش‌ها برای تفرق آنها به نتیجه نینجامید. جمعیت کم‌کم به صحن جدید وارد شدند و روس‌ها نیز آماده درگیری شدند. شورشیان از صحن خارج شدند و به اداره کمیسری نوغان هجوم بردند. در این حجم نایب حبیب، رئیس کمیسری که از اتباع خارجی بود، کشته شد.[۱]
پس از این واقعه روس‌ها مهلتی ۶ ساعته به نظمیه مشهد دادند تا اوضاع سامان یابد، رئیس نظمیه که این کار را از توان خارج دید، استعفا کرد و روس‌ها مدیریت نظمیه مشهد را عهده‌دار شدند. آنها حکومت نظامی در شهر برقرار کردند. در نهایت با دستور سرکنسول گری روسیه، در دهم ربیع‌الثانی ۱۳۳۰ هجری قمری، حرم علی بن موسی الرضا در محاصره روس‌ها قرار گرفت. روس‌ها به بهانه متفرق کردن مردم، گنبد حرم علی بن موسی الرضا را گلوله‌باران کردند. اشرار پس از این واقعه، از یکی از دورازه‌های حرم گریختند. در طی این حمله، تعدادی از زوار کشته و مجروح شدند. در نهایت طالب الحق (یکی از سران شورشیان) دستگیر شد اما یوسف هراتی (سرکرده اصلی این شورش) بعدها در قهوه‌خانه ای دیده شد که توسط روس‌ها در حال پذیرایی بوده است.[۱]

برخی بر این باور اند که مشروطه شمال ایران با مشروطه جنوب متفاوت بوده‌است و ترکیبی از آن در تهران در موافقت و مخالفت با مشروطه یا تفسیر غربی و دینی مشروطه دیده می‌شود. شهر مشهد را باید تابع مشروطه شمال دانست. در این منطقه مخالفان مشروطه نیز فعال بودند و در این مخالفت علاوه بر مسائل بومی، عوامل خارجی نیز مساعدت داشت. در چالش بین مشروطه و نظام سنتی، روحانیون مشهد نیز به چند دسته تقسیم شدند:
1. برخی از روحانیون به جهت فقهی از همان ابتدا مشروطیت را نپذیرفتند و آن را مخالف شرع می‌دانستند و حتی علیه آن فتوی نیز صادر کردند. سید علی سیستانی، سید باقر رضوی، سید محمد حسین نجفی و شیخ مهدی واعظ خراسانی در این دسته از گروه بودند.
2. در میان علمای مشهد، گروهی از طرفداران مشروطه و از رهبران روحانی مشروطیت به‌شمار می‌آمدند. یکی از پیشگامان مشروطه در مشهد که به سفارش آخوند خراسانی با مشروطه خواهان همکاری می‌کرد، شیخ ذبیح‌الله مجتهد قوچانی بود که برای جذب روحانیون در همکاری با مشروطه خواهان، تلاش بسیاری کرد. ولی موفقیت چندانی به دست نیاورد. در مشهد طلبه‌های قفقازی، بادکوبه ای، ایروانی، شیروانی و قوچانی او را همراهی کردند. یکی دیگر از علمایی که با قوچانی پیمان بست و همراه ایشان بود، حاج سید اسدالله قزوینی مجتهد بود. در مشهد اشراف، خان‌ها، سران عشایر و طایفه‌ها و زعمای مخالف مشروطه بودند. پشتیبانی مالی جریان مشروطه خواه را چند تن از بازرگانان ترک و تعدادی دیگر برعهده گرفتند. از این آستان، تنها شاهزاده سراج السلطان و امام جمعه و از خان‌های خراسان، شجاع الملک هزاره، و از گمرک، دکتر متین السلطنه و شاهزاده ارفع السلطان و میرزا یعقوب صدر العلما و شجاع التولیه و از منبری‌ها حاج ملا بمانعلی تهرانی معروف به حاج محقق با موافقان مشروطه همکاری می‌کردند. از تلگرافخانه، جلیل میرزا همکاری داشت. از عالمان، حاج میرزا ابوالقاسم معین الغربا، حاج شیخ حسن حجت کاشی، حاج شیخ عبد الرحیم عید گاهی، حاج میرزا عبد الشکور آقا تبریزی، حاج میرزا محمدباقر مدرس رضوی و میرزا مرتضی سرابی، از انقلاب مشروطه پشتیبانی می‌کردند.
3. خط سوم در جریان مشروطه مشهد، میرزا حبیب‌الله مجتهد بود که با احتیاط با هر دو گروه رابطه داشت و به‌طور کامل هیچ‌کدام از دو جریان را پذیرا نبود.

انجمن‌ها و سازمان‌های نهان و آشکار هم پایگاه‌های قدرت مردمی به‌شمار می‌آمدند. ابتدا، فئودالها و بزرگ مالکان و روشنفکران و گاه روحانیون آزادی‌خواه اعضای انجمن بودند. اما با پیشرفت مشروطیت، کارگران و کشاورزان هم در این انجمن‌ها حاضر شدند. از مهمترین و موثرترین انجمن‌ها و احزاب در مشهد می‌توان گروه‌های زیر را نام برد:
1. انجمن اثنی عشری: با رهبری حاج اسدالله قزوینی.
2. انجمن سعادت: این انجمن در پیوند با انجمن سعادت استانبول و آزادی خواهان باد کوبه در مشهد به وجود آمد و از گروه‌های گوناگون در آن عضو بودند. چندین سال دوام آورد و جنبشهای ملی را کنترل می‌کرد.
3. انجمن معدلت رضوی: که میرزا حبیب‌الله مجتهد در راس آن قرار داشت. در ابتدای مشروطیت شکل گرفت و در دوره استبداد منحل شد.
4. انجمن ایالتی و ولایتی: که در مشهد در ابتدا با ریاست میرزا حبیب‌الله مجتهد آغاز به کار کرد.
5. اصحاب سراچه: اهل معرفت و عالمان معارف و اصلاح طلب در منزلی کوچک، نزدیک مسجد جامع گوهرشاد دور هم جمع می‌شدند. و به پیروی از اصحاب صفّه خود را اصحاب سراچه می‌نامیدند و در اندیشه اصلاح جامعه بودند. حاج میرزا مجتهد خراسانی و حاج فاضل خراسانی و سید علی خان درگزی و سید محمد امین الحکمای سبزواری از اعضای این انجمن بودند. همچنین زین العابدین سبزواری از مهم‌ترین اعضای آن بود.
6. حزب مجاهد: حزب مجاهد مشهد قدیمی‌ترین حزب سیاسی در تاریخ ایران به‌شمار می‌آید. این حزب قبل از پیروزی انقلاب مشروطه با رهبری حیدر خان عمواوغلی با تشکیلات مخفی به وجود آمد. ایدئولوژی آن متأثر از حزب همت، شعبه حزب سوسیال دموکرات روسیه بود.
7. دو حزب اعتدالی و انقلابی: هر دو در مشهد فعال بودند و مدتی هم، حزب دمکرات نامیده می‌شدند.